# Hệ thống giải bóng đá Anh
Hệ thống giải bóng đá Anh, là một chuỗi các giải đấu bóng đá nam cho các câu lạc bộ ở Anh, cùng với sự tham gia của 6 đội đến từ Wales và 1 đội đến từ Guernsey. Hệ thống có một thể thức có thứ tự cấp bậc với sự lên hạng và xuống hạng giữa các giải đấu ở các cấp độ khác nhau, cho phép ngay cả đội nhỏ bé nhất có khả năng trên lý thuyết là lên thi đấu ở giải đấu cao nhất của hệ thống. Hiện tại có hơn 140 giải đấu riêng lẻ, gồm hơn 480 hạng đấu. Số lượng chính xác các câu lạc bộ tham gia thay đổi qua từng năm khi các đội bóng tham gia và rời giải đấu hoặc thậm chí giải thể, nhưng con số trung bình 15 CLB mỗi hạng đấu cho thấy rằng có hơn 7,000 đội bóng của gần 5,300 CLB thành viên trong hệ thống giải bóng đá này.

## Giới thiệu về hệ thống

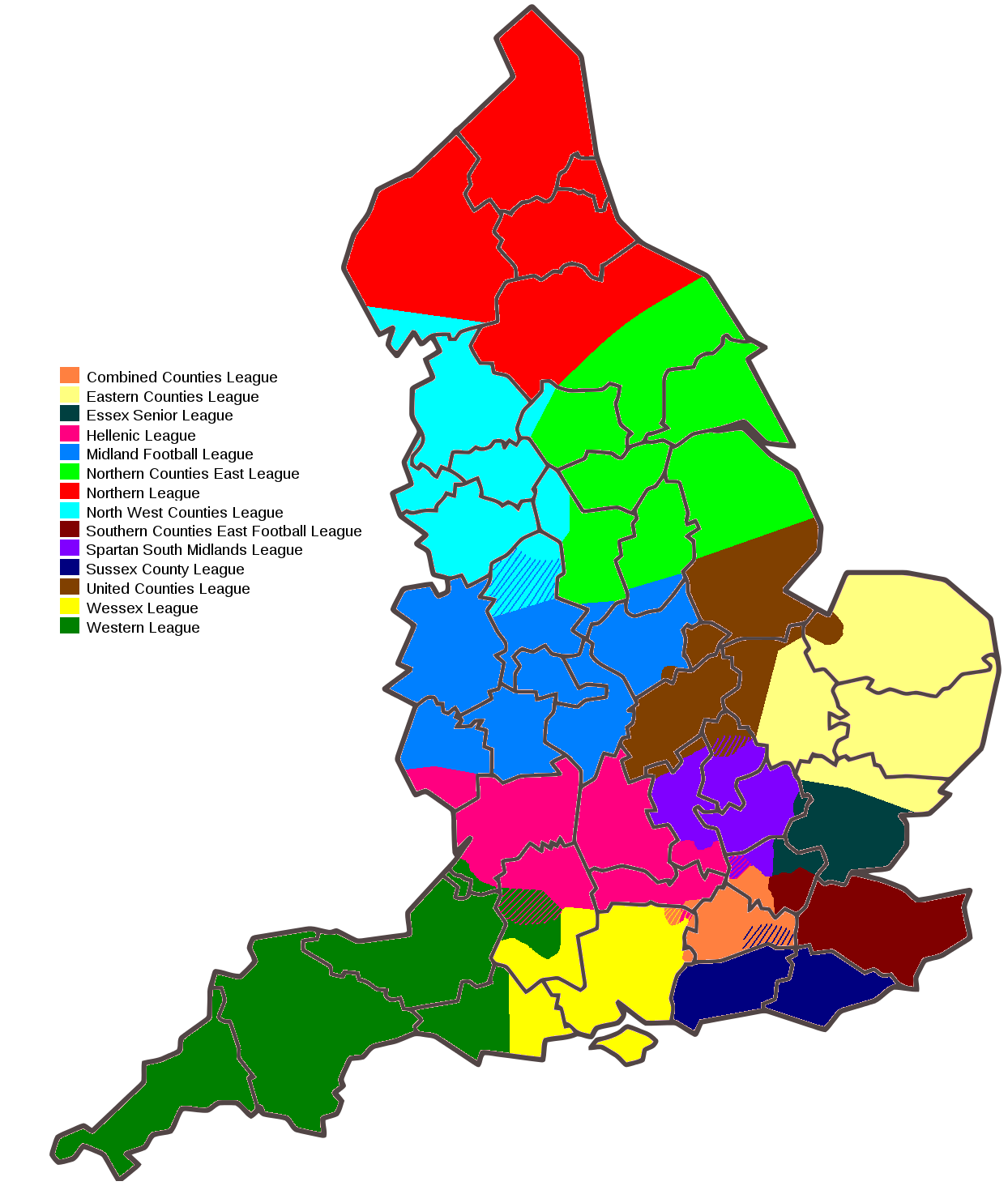
Biểu đồ cho thấy vùng bao phủ của các giải đấu cấp độ 9-10 trong hệ thống các giải bóng đá ở Anh.

Hệ thống bao gồm một hình tháp các giải đấu, giới hạn bởi nguyên tắc lên hạng và xuống hạng. Một số lượng nào đó các CLB thành công ở mỗi giải đấu có thể lên chơi ở giải đấu cao hơn, trong khi các đội xếp cuối bảng phải xuống chơi thấp hơn 1 cấp độ. Ngoài màn trình diễn mang tính thể thao, thường thì sự thăng hạng còn phụ thuộc vào việc có đáp ứng được điều kiện của giải đấu cao hơn hay không, đặc biệt về vấn đề cơ sở vật chất và tài chính. Theo giả thuyết, vẫn có khả năng một CLB nghiệp dư ở địa phương có thể lên chơi ở hạng đấu cao nhất và trở thành nhà vô địch của Premier League. Trong khi điều đó thực tế gần như là không thể thì vẫn có những bước tiến đáng kể của các đội bóng trong suốt cả hệ thống.
Năm cấp độ cao nhất mỗi cấp độ chỉ có một hạng đấu. Dưới đó, các cấp độ có thể có các giải đấu chạy song song với nhau, mỗi giải đấu sẽ bao phủ các khu vực địa lý nhỏ hơn. Có nhiều giải đấu có nhiều hơn một hạng đấu. Ở các cấp độ thấp hơn sự hiện diện của các giải đấu là không liên tục, mặc dù ở một số khu vực đông dân vẫn có khoảng 20 đội bóng. Cũng có những giải đấu ở nhiều vùng khác của đất nước nhưng không chính thức nằm trong hệ thống do họ không được sự chấp thuận của các giải đấu khác, nhưng vẫn được công nhận bởi các hiệp hội bóng đá cấp hạt. Các CLB ở các giải đấu này, nếu họ đáp ứng đủ tiêu chuẩn thi đấu và cơ sở vật chất, có thể đăng ký tham gia giải đấu mà có nằm trong hệ thống.
7 cấp độ ngay dưới Premier League và Football League được gọi là National League System nằm dưới thẩm quyền của The Football Association. Nó đã phát triển và thay đổi qua nhiều năm. Trong sự tái cơ cấu lớn gần đây nhất thì có hai giải đấu mới được thêm vào ở cấp độ 6 là Conference North và Conference South – nằm trên các hạng đấu cao nhất của Southern League, Isthmian League và Northern Premier League ở dưới cấp độ 7. Tháng 5 năm 2014 The Football Association thông báo kế hoạch tạm thời cho một hạng đấu mới nằm giữa Football League và Conference mà nó bao gồm các đội bóng "B" của các CLB ở cấp cao hơn.
Hệ thống các giải bóng đá Anh không bao gồm phiên bản nghiệp dư của trận đấu thường được gọi là "giải bóng đá ngày Chủ Nhật". Các giải đấu này tồn tại độc lập và không có sự lên hạng, xuống hạng liên quan đến hệ thống. Tuy nhiên, một số CLB "giải bóng đá Chủ Nhật" vẫn có tham gia vào hệ thống giải đấu nếu họ muốn tiến lên cao hơn.

## Cấu trúc
Ở trên cùng là hạng đấu đơn lẻ của Premier League (thường được gọi là "giải Ngoại hạng"), gồm 20 câu lạc bộ, mà cho đến mùa giải 2010–11, đều nằm ở Anh. Tuy nhiên, 2 đội bóng của xứ Wales là (Swansea City và Cardiff City) đã tham gia vào mùa giải 2011–12 và 2013–14. Dưới Premier League là The Football League, được chia thành 3 hạng đấu, mỗi hạng đấu gồm 24 CLB: The Championship (Cấp độ 2), League One (Cấp độ 3) và League Two (Cấp độ 4). 92 CLB ở Premier League và Football League đều là các CLB chuyên nghiệp. Họ thường được nhắc đến như là các CLB của 'League', bởi vì trước sự thành lập của Premier League năm 1992, Football League bao gồm tất cả 92 CLB, ở trong 4 hạng đấu. Các CLB ngoài nhóm này được xem là các CLB 'non-League', mặc dù họ thi đấu ở các cuộc thi thể loại giải đấu.
Cấp độ cao nhất của bóng đá non-League là Football Conference, bao gồm một hang đấu cấp quốc gia (Conference Premier) có 24 CLB (Cấp độ 5), đây là cấp độ thấp nhất mà giải đấu chỉ có một hạng đấu. Có hai hạng đấu ở Cấp độ 6, bao phủ phía Bắc là (Conference North) và phía Nam là (Conference South), với mỗi hạng đấu 22 CLB. Một số CLB là chuyên nghiệp toàn bộ còn các đội còn lại là bán chuyên nghiệp. Dưới Conference một số đội bóng mạnh vẫn là bán chuyên nghiệp, nhưng do xuống hạng liên tục, nên tất cả trở về nghiệp dư. Các giải đấu cấp độ thấp hơn cũng có xu hướng phục vụ cho các vùng địa lý nhỏ hơn.
Tiếp dưới Football Conference là 3 giải đấu khu vực, mỗi giải đấu liên kết với các vùng địa lý khác nhau, mặc dù vẫn có sự trùng lặp. Đó là Northern Premier League (bao phủ phía Bắc nước Anh và phía Bắc xứ Wales), Southern Football League (bao phủ Midlands, phía Nam và Tây Nam nước Anh, và phía Nam xứ Wales) và Isthmian League (bao phủ phía đông nam nước Anh). Tất cả các giải đấu này đều có một hạng đấu Premier Division gồm 24 đội (Cấp độ 7). Phía dưới, và được chi bởi khu vực, Northern Premier League và Southern Football League, mỗi giải đấu có 2 hạng đấu chạy song song gồm 22 đội bóng ở mỗi hạng (Cấp độ 8). Isthmian League có hai hạng đấu cấp độ 8 song song gồm 24 đội mỗi hạng.
Cấp độ 9 gồm các hạng đấu cao nhất của một nhóm lớn gồm 14 giải đấu ở vùng phụ. Mỗi giải đấu có thể thức chia hạng đấu khác nhau, nhưng đều có một điểm chung: không có các giải đấu khác dưới chúng, mà bao phủ các vùng nhỏ hơn nữa.

## Quy tắc lên hạng và xuống hạng của 8 cấp độ đầu tiên
1. Premier League (cấp độ 1, 20 đội bóng): 3 đội cuối bảng xuống hạng.
2. Football League Championship (cấp độ 2, 24 đội bóng): 2 đội đầu bảng tự động thăng hạng; 4 đội tiếp theo phải tham gia đấu playoff, đội thắng cuộc sẽ giành vị trí thăng hạng thứ ba. 3 đội cuối bảng xuống hạng.
3. Football League One (cấp độ 3, 24 đội bóng): 2 đội đầu bảng tự động thăng hạng; 4 đội tiếp theo phải tham gia đấu playoff, đội thắng cuộc sẽ giành vị trí thăng hạng thứ ba. 4 đội cuối bảng xuống hạng.
4. Football League Two (cấp độ 4, 24 đội bóng): 3 đội đầu bảng tự động thăng hạng; 4 đội tiếp theo phải tham gia đấu playoff, đội thắng cuộc sẽ giành vị trí thăng hạng thứ tư. 2 đội cuối bảng xuống hạng.
5. National League (cấp độ 5, 24 đội bóng): Đội vô địch được thăng hạng; 4 đội tiếp theo phải tham gia đấu playoff, đội thắng cuộc sẽ giành vị trí thăng hạng thứ hai. 4 đội cuối cùng xuống hạng theo hạng đấu North hoặc South phù hợp.
6. Conference North và Conference South (cấp độ 6, mỗi hạng đấu 22 đội bóng, chạy song song với nhau): Đội vô địch mỗi hạng đấu được thăng hạng; 4 đội tiếp theo trong mỗi hạng đấu phải tham gia đấu playoff, đội thắng cuộc mỗi hạng đấu sẽ giành vị trí thăng hạng thứ hai. 3 đội cuối bảng mỗi hạng đấu xuống hạng theo các giải đấu Northern Premier League, Southern League hoặc Isthmian League thích hợp. Nếu sau khi thăng hạng và xuống hạng mà số đội ở hai hạng đấu North và South không bằng nhau thì một hoặc một số đội được di chuyển giữa các hạng đấu để cân bằng lại quân số.
7. Northern Premier League Premier Division, Southern Football League Premier Division và Isthmian League Premier Division (cấp độ 7, mỗi hạng đấu 24 đội bóng, chạy song song với nhau): Đội vô địch mỗi hạng đấu được thăng hạng; 4 đội tiếp theo trong mỗi hạng đấu phải tham gia đấu playoff, đội thắng cuộc mỗi hạng đấu sẽ giành vị trí thăng hạng thứ hai. 4 đội cuối bảng mỗi hạng đấu xuống hạng theo hạng đấu thích hợp ở cấp độ 8. Nếu sau khi thăng hạng và xuống hạng mà số đội ở ba hạng đấu không bằng nhau thì một hoặc một số đội được di chuyển giữa các hạng đấu để cân bằng lại quân số.
8. Northern Premier League Division One North, Northern Premier League Division One South, Southern Football League Division One Central, Southern Football League Division One South & West, Isthmian League Division One North và Isthmian League Division One South (cấp độ 8, chạy song song với nhau, 22 đội bóng ở mỗi hạng đấu của Northern Premier League và Southern Football League, và 24 đội bóng ở mỗi hạng đấu của Isthmian League): Đội vô địch mỗi hạng đấu được thăng hạng; 4 đội tiếp theo trong mỗi hạng đấu phải tham gia đấu playoff, đội thắng cuộc mỗi hạng đấu sẽ giành vị trí thăng hạng thứ hai. 2 đội cuối bảng của mỗi hạng đấu ở Northern Premier League và Southern Football League và 3 đội cuối bảng của mỗi hạng đấu ở Isthmian League xuống hạng theo hạng đấu thích hợp ở cấp độ 9. Nếu sau khi thăng hạng và xuống hạng mà số đội ở các hạng đấu không bằng nhau thì một hoặc một số đội được di chuyển giữa các hạng đấu để cân bằng lại quân số.

## Khả năng tham gia các giải đấu Cup
Thành viên của giải đấu ở một cấp độ cụ thể ảnh hưởng đến khả năng tham dự các giải đấu Cup, hoặc các cuộc thi đấu loại trực tiếp.
- FA Cup: Cấp độ 1-10 (rất ít khi 11)
- Football League Cup: Cấp độ 1-4
- Football League Trophy: Cấp độ 3-4 (một vài mùa giải có cấp độ 5)
- FA Trophy: Cấp độ 5-8
- FA Vase: Cấp độ 9-11
- FA Inter-League Cup: Cấp độ 11 (tham gia bởi các đội đại diện của mỗi giải đấu)

Dưới cấp độ 11 hệ thống thiên về các vùng hơn và các giải đấu cup cũng mang tính khu vực hơn. Càng xuống sâu thì hệ thống được chia theo cơ sở của các hạt, do đó họ cũng có giải đấu cup của riêng mình. Nó bao gồm các giải đấu như là "Senior Cups", thường là các cuộc thi giữa đại diện của các đội chuyên nghiệp ở một quận nào đó, có thể mang tính kình địch, ví dụ như Gloucestershire Cup, lúc đầu bao gồm tất cả các đội bóng ở Gloucestershire, nhưng bây giờ chỉ là cuộc kình địch vùng Bristol.

## Hệ thống
Bảng dưới đây cho thấy cấu trúc hiện tại của hệ thống. Ở mỗi hạng đấu được cung cấp tên chính thức, tên mang nhà tài trợ (thường khác với tên gốc) và số câu lạc bộ tham gia. Ở cấp độ 1–8, mỗi hạng đấu thăng hạng lên hạng đấu cao hơn nằm ngay phía trên nó và xuống hạng ở hạng đấu thấp hơn nằm ngay phía dưới nó. Dưới cấp độ có sự sắp xếp lên hạng và xuống hạng của mỗi giải đấu.
Cấp độ một trong hình tháp, hạng cao nhất của bóng đá Anh, được vận hành bởi Premier League, đội thắng cuộc được xem là đội vô địch nước Anh. Cấp độ 2-4 được vận hành bởi Football League. 4 hạng đấu cùng với nhau tạo thành cái được gọi là "league football".
Các giải đấu dưới cấp độ 4 được gọi là "non-league football", có nghĩa là nằm ngoài Football League. Các giải đấu nằm từ cấp độ 5-11 thuộc National League System (NLS), và dưới sự thẩm quyền trực tiếp của Football Association. Cấp độ cao nhất (cấp độ 5) của NLS được xem là "Step 1" theo FA, cấp độ tiếp theo (cấp độ 6) là "step 2",...
| Cấp độ | Giải đấu/Hạng đấu | Giải đấu/Hạng đấu | Giải đấu/Hạng đấu | Giải đấu/Hạng đấu | Giải đấu/Hạng đấu | Giải đấu/Hạng đấu |
| ------ | --- | --- | --- | --- | --- | --- |
| 1      | Premier League (Barclays Premier League từ 2004 đến 2016) 20 CLB – 3 đội xuống hạng | Premier League (Barclays Premier League từ 2004 đến 2016) 20 CLB – 3 đội xuống hạng | Premier League (Barclays Premier League từ 2004 đến 2016) 20 CLB – 3 đội xuống hạng | Premier League (Barclays Premier League từ 2004 đến 2016) 20 CLB – 3 đội xuống hạng | Premier League (Barclays Premier League từ 2004 đến 2016) 20 CLB – 3 đội xuống hạng | Premier League (Barclays Premier League từ 2004 đến 2016) 20 CLB – 3 đội xuống hạng |
| 2      | EFL Championship (Sky Bet Championship) 24 CLB – 3 đội lên hạng, 3 đội xuống hạng | EFL Championship (Sky Bet Championship) 24 CLB – 3 đội lên hạng, 3 đội xuống hạng | EFL Championship (Sky Bet Championship) 24 CLB – 3 đội lên hạng, 3 đội xuống hạng | EFL Championship (Sky Bet Championship) 24 CLB – 3 đội lên hạng, 3 đội xuống hạng | EFL Championship (Sky Bet Championship) 24 CLB – 3 đội lên hạng, 3 đội xuống hạng | EFL Championship (Sky Bet Championship) 24 CLB – 3 đội lên hạng, 3 đội xuống hạng |
| 3      | EFL League One (Sky Bet League 1) 24 CLB – 3 đội lên hạng, 4 đội xuống hạng | EFL League One (Sky Bet League 1) 24 CLB – 3 đội lên hạng, 4 đội xuống hạng | EFL League One (Sky Bet League 1) 24 CLB – 3 đội lên hạng, 4 đội xuống hạng | EFL League One (Sky Bet League 1) 24 CLB – 3 đội lên hạng, 4 đội xuống hạng | EFL League One (Sky Bet League 1) 24 CLB – 3 đội lên hạng, 4 đội xuống hạng | EFL League One (Sky Bet League 1) 24 CLB – 3 đội lên hạng, 4 đội xuống hạng |
| 4      | EFL League Two (Sky Bet League 2) 24 CLB – 4 đội lên hạng, 2 đội xuống hạng | EFL League Two (Sky Bet League 2) 24 CLB – 4 đội lên hạng, 2 đội xuống hạng | EFL League Two (Sky Bet League 2) 24 CLB – 4 đội lên hạng, 2 đội xuống hạng | EFL League Two (Sky Bet League 2) 24 CLB – 4 đội lên hạng, 2 đội xuống hạng | EFL League Two (Sky Bet League 2) 24 CLB – 4 đội lên hạng, 2 đội xuống hạng | EFL League Two (Sky Bet League 2) 24 CLB – 4 đội lên hạng, 2 đội xuống hạng |
| 5      | National League (Vanarama National League) 24 CLB – 2 đội lên hạng, 4 đội xuống hạng | National League (Vanarama National League) 24 CLB – 2 đội lên hạng, 4 đội xuống hạng | National League (Vanarama National League) 24 CLB – 2 đội lên hạng, 4 đội xuống hạng | National League (Vanarama National League) 24 CLB – 2 đội lên hạng, 4 đội xuống hạng | National League (Vanarama National League) 24 CLB – 2 đội lên hạng, 4 đội xuống hạng | National League (Vanarama National League) 24 CLB – 2 đội lên hạng, 4 đội xuống hạng |
| 6      | National League North (Vanarama National League North) 22 CLB – 2 đội lên hạng, 3 đội xuống hạng | National League North (Vanarama National League North) 22 CLB – 2 đội lên hạng, 3 đội xuống hạng | National League North (Vanarama National League North) 22 CLB – 2 đội lên hạng, 3 đội xuống hạng | National League South (Vanarama National League South) 22 CLB – 2 đội lên hạng, 3 đội xuống hạng | National League South (Vanarama National League South) 22 CLB – 2 đội lên hạng, 3 đội xuống hạng | National League South (Vanarama National League South) 22 CLB – 2 đội lên hạng, 3 đội xuống hạng |
| 7      | Northern Premier League Premier Division (Evo-Stik League Northern Premier Division) 24 CLB – 2 đội lên hạng, 4 đội xuống hạng | Northern Premier League Premier Division (Evo-Stik League Northern Premier Division) 24 CLB – 2 đội lên hạng, 4 đội xuống hạng | Southern Football League Premier Division 24 CLB – 2 đội lên hạng, 4 đội xuống hạng | Southern Football League Premier Division 24 CLB – 2 đội lên hạng, 4 đội xuống hạng | Isthmian League Premier Division (Ryman Football League Premier Division) 24 CLB – 2 đội lên hạng, 4 đội xuống hạng | Isthmian League Premier Division (Ryman Football League Premier Division) 24 CLB – 2 đội lên hạng, 4 đội xuống hạng |
| 8      | Northern Premier League Division One North (Evo-Stik League Northern Premier First Division North) 22 CLB – 2 đội lên hạng, 2 đội xuống hạng | Northern Premier League Division One South (Evo-Stik League Northern Premier First Division South) 22 CLB – 2 đội lên hạng, 2 đội xuống hạng | Southern Football League Division One Central 22 CLB – 2 đội lên hạng, 2 đội xuống hạng | Southern Football League Division One South & West 22 CLB – 2 đội lên hạng, 2 đội xuống hạng | Isthmian League Division One North (Ryman Football League Division One North) 24 CLB – 2 đội lên hạng, 3 đội xuống hạng | Isthmian League Division One South (Ryman Football League Division One South) 24 CLB – 2 đội lên hạng, 3 đội xuống hạng |
| 9      | (Tất cả các hạng đấu chạy song song với nhau) Combined Counties League Premier Division – 22 CLB Eastern Counties League Premier Division – 20 CLB Essex Senior League – 21 CLB Hellenic League Premier Division – 20 CLB Midland Football League Premier Division – 22 CLB North West Counties League Premier Division – 22 CLB Northern Counties East League Premier Division – 22 CLB Northern League Division One – 22 CLB Southern Combination Football League Premier Division – 20 CLB Southern Counties East League – 19 CLB Spartan South Midlands League Premier Division – 22 CLB United Counties League Premier Division – 22 CLB Wessex League Premier Division – 21 CLB Western League Premier Division – 21 CLB | (Tất cả các hạng đấu chạy song song với nhau) Combined Counties League Premier Division – 22 CLB Eastern Counties League Premier Division – 20 CLB Essex Senior League – 21 CLB Hellenic League Premier Division – 20 CLB Midland Football League Premier Division – 22 CLB North West Counties League Premier Division – 22 CLB Northern Counties East League Premier Division – 22 CLB Northern League Division One – 22 CLB Southern Combination Football League Premier Division – 20 CLB Southern Counties East League – 19 CLB Spartan South Midlands League Premier Division – 22 CLB United Counties League Premier Division – 22 CLB Wessex League Premier Division – 21 CLB Western League Premier Division – 21 CLB | (Tất cả các hạng đấu chạy song song với nhau) Combined Counties League Premier Division – 22 CLB Eastern Counties League Premier Division – 20 CLB Essex Senior League – 21 CLB Hellenic League Premier Division – 20 CLB Midland Football League Premier Division – 22 CLB North West Counties League Premier Division – 22 CLB Northern Counties East League Premier Division – 22 CLB Northern League Division One – 22 CLB Southern Combination Football League Premier Division – 20 CLB Southern Counties East League – 19 CLB Spartan South Midlands League Premier Division – 22 CLB United Counties League Premier Division – 22 CLB Wessex League Premier Division – 21 CLB Western League Premier Division – 21 CLB | (Tất cả các hạng đấu chạy song song với nhau) Combined Counties League Premier Division – 22 CLB Eastern Counties League Premier Division – 20 CLB Essex Senior League – 21 CLB Hellenic League Premier Division – 20 CLB Midland Football League Premier Division – 22 CLB North West Counties League Premier Division – 22 CLB Northern Counties East League Premier Division – 22 CLB Northern League Division One – 22 CLB Southern Combination Football League Premier Division – 20 CLB Southern Counties East League – 19 CLB Spartan South Midlands League Premier Division – 22 CLB United Counties League Premier Division – 22 CLB Wessex League Premier Division – 21 CLB Western League Premier Division – 21 CLB | (Tất cả các hạng đấu chạy song song với nhau) Combined Counties League Premier Division – 22 CLB Eastern Counties League Premier Division – 20 CLB Essex Senior League – 21 CLB Hellenic League Premier Division – 20 CLB Midland Football League Premier Division – 22 CLB North West Counties League Premier Division – 22 CLB Northern Counties East League Premier Division – 22 CLB Northern League Division One – 22 CLB Southern Combination Football League Premier Division – 20 CLB Southern Counties East League – 19 CLB Spartan South Midlands League Premier Division – 22 CLB United Counties League Premier Division – 22 CLB Wessex League Premier Division – 21 CLB Western League Premier Division – 21 CLB | (Tất cả các hạng đấu chạy song song với nhau) Combined Counties League Premier Division – 22 CLB Eastern Counties League Premier Division – 20 CLB Essex Senior League – 21 CLB Hellenic League Premier Division – 20 CLB Midland Football League Premier Division – 22 CLB North West Counties League Premier Division – 22 CLB Northern Counties East League Premier Division – 22 CLB Northern League Division One – 22 CLB Southern Combination Football League Premier Division – 20 CLB Southern Counties East League – 19 CLB Spartan South Midlands League Premier Division – 22 CLB United Counties League Premier Division – 22 CLB Wessex League Premier Division – 21 CLB Western League Premier Division – 21 CLB |
| 10     | (Tất cả các hạng đấu chạy song song với nhau) Combined Counties League Division One – 17 CLB East Midlands Counties League – 20 CLB Eastern Counties League Division One – 19 CLB Hellenic League Division One East – 14 CLB Hellenic League Division One West – 14 CLB Kent Invicta League – 20 CLB Midland Football League Division One – 20 CLB North West Counties League Division One – 18 CLB Northern Counties East League Division One – 22 CLB Northern League Division Two – 22 CLB South West Peninsula League Premier Division – 20 CLB Southern Combination Football League Division One – 17 CLB Spartan South Midlands League Division One – 20 CLB United Counties League Division One – 20 CLB Wessex League Division One – 18 CLB West Midlands (Regional) League Premier Division – 22 CLB Western League Division One – 21 CLB | (Tất cả các hạng đấu chạy song song với nhau) Combined Counties League Division One – 17 CLB East Midlands Counties League – 20 CLB Eastern Counties League Division One – 19 CLB Hellenic League Division One East – 14 CLB Hellenic League Division One West – 14 CLB Kent Invicta League – 20 CLB Midland Football League Division One – 20 CLB North West Counties League Division One – 18 CLB Northern Counties East League Division One – 22 CLB Northern League Division Two – 22 CLB South West Peninsula League Premier Division – 20 CLB Southern Combination Football League Division One – 17 CLB Spartan South Midlands League Division One – 20 CLB United Counties League Division One – 20 CLB Wessex League Division One – 18 CLB West Midlands (Regional) League Premier Division – 22 CLB Western League Division One – 21 CLB | (Tất cả các hạng đấu chạy song song với nhau) Combined Counties League Division One – 17 CLB East Midlands Counties League – 20 CLB Eastern Counties League Division One – 19 CLB Hellenic League Division One East – 14 CLB Hellenic League Division One West – 14 CLB Kent Invicta League – 20 CLB Midland Football League Division One – 20 CLB North West Counties League Division One – 18 CLB Northern Counties East League Division One – 22 CLB Northern League Division Two – 22 CLB South West Peninsula League Premier Division – 20 CLB Southern Combination Football League Division One – 17 CLB Spartan South Midlands League Division One – 20 CLB United Counties League Division One – 20 CLB Wessex League Division One – 18 CLB West Midlands (Regional) League Premier Division – 22 CLB Western League Division One – 21 CLB | (Tất cả các hạng đấu chạy song song với nhau) Combined Counties League Division One – 17 CLB East Midlands Counties League – 20 CLB Eastern Counties League Division One – 19 CLB Hellenic League Division One East – 14 CLB Hellenic League Division One West – 14 CLB Kent Invicta League – 20 CLB Midland Football League Division One – 20 CLB North West Counties League Division One – 18 CLB Northern Counties East League Division One – 22 CLB Northern League Division Two – 22 CLB South West Peninsula League Premier Division – 20 CLB Southern Combination Football League Division One – 17 CLB Spartan South Midlands League Division One – 20 CLB United Counties League Division One – 20 CLB Wessex League Division One – 18 CLB West Midlands (Regional) League Premier Division – 22 CLB Western League Division One – 21 CLB | (Tất cả các hạng đấu chạy song song với nhau) Combined Counties League Division One – 17 CLB East Midlands Counties League – 20 CLB Eastern Counties League Division One – 19 CLB Hellenic League Division One East – 14 CLB Hellenic League Division One West – 14 CLB Kent Invicta League – 20 CLB Midland Football League Division One – 20 CLB North West Counties League Division One – 18 CLB Northern Counties East League Division One – 22 CLB Northern League Division Two – 22 CLB South West Peninsula League Premier Division – 20 CLB Southern Combination Football League Division One – 17 CLB Spartan South Midlands League Division One – 20 CLB United Counties League Division One – 20 CLB Wessex League Division One – 18 CLB West Midlands (Regional) League Premier Division – 22 CLB Western League Division One – 21 CLB | (Tất cả các hạng đấu chạy song song với nhau) Combined Counties League Division One – 17 CLB East Midlands Counties League – 20 CLB Eastern Counties League Division One – 19 CLB Hellenic League Division One East – 14 CLB Hellenic League Division One West – 14 CLB Kent Invicta League – 20 CLB Midland Football League Division One – 20 CLB North West Counties League Division One – 18 CLB Northern Counties East League Division One – 22 CLB Northern League Division Two – 22 CLB South West Peninsula League Premier Division – 20 CLB Southern Combination Football League Division One – 17 CLB Spartan South Midlands League Division One – 20 CLB United Counties League Division One – 20 CLB Wessex League Division One – 18 CLB West Midlands (Regional) League Premier Division – 22 CLB Western League Division One – 21 CLB |
| 11     | Anglian Combination Premier Division – 16 CLB Bedfordshire County Football League Premier Division – 16 CLB Cambridgeshire Football Association County League Premier Division – 18 CLB Central Midlands League North Division – 16 CLB Central Midlands League South Division – 18 CLB Cheshire Football League Premier Division – 16 CLB Dorset Premier League – 17 CLB East Berkshire Football League Premier Division – 9 CLB Essex and Suffolk Border League Premier Division – 14 CLB Essex Olympian League Premier Division – 14 CLB Gloucestershire County League – 17 CLB Hampshire Premier League Senior Division – 17 CLB Hertfordshire Senior County League Premier Division – 18 CLB Humber Premier League Premier Division – 15 CLB Kent County League Premier Division – 15 CLB Leicestershire Senior League Premier Division – 17 CLB Liverpool County Premier League Premier Division – 15 CLB Manchester League Premier Division – 16 CLB Middlesex County Football League Premier Division – 18 CLB Midland Football League Division Two – 16 CLB Northamptonshire Combination Football League Premier Division – 15 CLB Northern Football Alliance Premier Division – 16 CLB | Anglian Combination Premier Division – 16 CLB Bedfordshire County Football League Premier Division – 16 CLB Cambridgeshire Football Association County League Premier Division – 18 CLB Central Midlands League North Division – 16 CLB Central Midlands League South Division – 18 CLB Cheshire Football League Premier Division – 16 CLB Dorset Premier League – 17 CLB East Berkshire Football League Premier Division – 9 CLB Essex and Suffolk Border League Premier Division – 14 CLB Essex Olympian League Premier Division – 14 CLB Gloucestershire County League – 17 CLB Hampshire Premier League Senior Division – 17 CLB Hertfordshire Senior County League Premier Division – 18 CLB Humber Premier League Premier Division – 15 CLB Kent County League Premier Division – 15 CLB Leicestershire Senior League Premier Division – 17 CLB Liverpool County Premier League Premier Division – 15 CLB Manchester League Premier Division – 16 CLB Middlesex County Football League Premier Division – 18 CLB Midland Football League Division Two – 16 CLB Northamptonshire Combination Football League Premier Division – 15 CLB Northern Football Alliance Premier Division – 16 CLB | Anglian Combination Premier Division – 16 CLB Bedfordshire County Football League Premier Division – 16 CLB Cambridgeshire Football Association County League Premier Division – 18 CLB Central Midlands League North Division – 16 CLB Central Midlands League South Division – 18 CLB Cheshire Football League Premier Division – 16 CLB Dorset Premier League – 17 CLB East Berkshire Football League Premier Division – 9 CLB Essex and Suffolk Border League Premier Division – 14 CLB Essex Olympian League Premier Division – 14 CLB Gloucestershire County League – 17 CLB Hampshire Premier League Senior Division – 17 CLB Hertfordshire Senior County League Premier Division – 18 CLB Humber Premier League Premier Division – 15 CLB Kent County League Premier Division – 15 CLB Leicestershire Senior League Premier Division – 17 CLB Liverpool County Premier League Premier Division – 15 CLB Manchester League Premier Division – 16 CLB Middlesex County Football League Premier Division – 18 CLB Midland Football League Division Two – 16 CLB Northamptonshire Combination Football League Premier Division – 15 CLB Northern Football Alliance Premier Division – 16 CLB | Nottinghamshire Senior League Senior Division – 17 CLB Oxfordshire Senior League Premier Division – 12 CLB Peterborough and District Football League Premier Division – 18 CLB Sheffield & Hallamshire County Senior Football League Premier Division – 14 CLB Somerset County League Premier Division – 18 CLB South West Peninsula League Division One East – 18 CLB South West Peninsula League Division One West – 17 CLB Southern Combination Football League Division Two – 16 CLB Spartan South Midlands Football League Division Two – 16 CLB Staffordshire County Senior League Premier Division – 18 CLB Suffolk and Ipswich League Senior Division – 16 CLB Surrey Elite Intermediate Football League Intermediate Division – 16 CLB Teesside Football League Division One – 16 CLB Thames Valley Premier Football League Premier Division – 14 CLB Wearside League – 20 CLB West Cheshire League Division One – 16 CLB West Lancashire Football League Premier Division – 16 CLB West Midlands (Regional) League Division One – 18 CLB West Riding County Amateur League Premier Division – 14 CLB West Yorkshire League Premier Division – 15 CLB Wiltshire League Premier Division – 16 CLB York League Premier Division – 15 CLB | Nottinghamshire Senior League Senior Division – 17 CLB Oxfordshire Senior League Premier Division – 12 CLB Peterborough and District Football League Premier Division – 18 CLB Sheffield & Hallamshire County Senior Football League Premier Division – 14 CLB Somerset County League Premier Division – 18 CLB South West Peninsula League Division One East – 18 CLB South West Peninsula League Division One West – 17 CLB Southern Combination Football League Division Two – 16 CLB Spartan South Midlands Football League Division Two – 16 CLB Staffordshire County Senior League Premier Division – 18 CLB Suffolk and Ipswich League Senior Division – 16 CLB Surrey Elite Intermediate Football League Intermediate Division – 16 CLB Teesside Football League Division One – 16 CLB Thames Valley Premier Football League Premier Division – 14 CLB Wearside League – 20 CLB West Cheshire League Division One – 16 CLB West Lancashire Football League Premier Division – 16 CLB West Midlands (Regional) League Division One – 18 CLB West Riding County Amateur League Premier Division – 14 CLB West Yorkshire League Premier Division – 15 CLB Wiltshire League Premier Division – 16 CLB York League Premier Division – 15 CLB | Nottinghamshire Senior League Senior Division – 17 CLB Oxfordshire Senior League Premier Division – 12 CLB Peterborough and District Football League Premier Division – 18 CLB Sheffield & Hallamshire County Senior Football League Premier Division – 14 CLB Somerset County League Premier Division – 18 CLB South West Peninsula League Division One East – 18 CLB South West Peninsula League Division One West – 17 CLB Southern Combination Football League Division Two – 16 CLB Spartan South Midlands Football League Division Two – 16 CLB Staffordshire County Senior League Premier Division – 18 CLB Suffolk and Ipswich League Senior Division – 16 CLB Surrey Elite Intermediate Football League Intermediate Division – 16 CLB Teesside Football League Division One – 16 CLB Thames Valley Premier Football League Premier Division – 14 CLB Wearside League – 20 CLB West Cheshire League Division One – 16 CLB West Lancashire Football League Premier Division – 16 CLB West Midlands (Regional) League Division One – 18 CLB West Riding County Amateur League Premier Division – 14 CLB West Yorkshire League Premier Division – 15 CLB Wiltshire League Premier Division – 16 CLB York League Premier Division – 15 CLB |
| 12     | Anglian Combination Division One – 15 CLB Aylesbury and District League Premier Division – 9 CLB Bedfordshire County Football League Division One – 13 CLB Brighton, Hove & District Football League Premier Division – 12 CLB Bristol Premier Combination Premier Division – 13 CLB Bristol and Suburban League Premier Division One – 13 CLB Cambridgeshire Football Association County League Senior A Division – 16 CLB Cheshire Football League League One – 12 CLB Cornwall Combination – 19 CLB Devon & Exeter League Premier Division – 16 CLB Doncaster and District Senior League – 17 CLB Dorset Football League Senior Division – 13 CLB Durham Alliance League – 12 CLB East Berkshire Football League Division One – 9 CLB East Cornwall League Premier Division – 14 CLB East Sussex Football League Premier Division – 10 CLB Essex Alliance Football League Premier Division – 11 CLB Essex and Suffolk Border League Division One – 16 CLB Essex Olympian League Senior Division One – 13 CLB Gloucester Northern Senior League Division One – 16 CLB Hampshire Premier League Division One – 11 CLB Hertfordshire Senior County League Division One – 17 CLB Humber Premier League Division One – 15 CLB Kent County League Division One East – 11 CLB Kent County League Division One West – 12 CLB Leicestershire Senior League Championship Division One – 16 CLB Lincolnshire League – 14 CLB Liverpool County Premier League Division One – 14 CLB Manchester League Division One – 13 CLB Mid-Sussex Football League Premier Division – 12 CLB Middlesex County Football League Division One (Central & East) – 10 CLB | Anglian Combination Division One – 15 CLB Aylesbury and District League Premier Division – 9 CLB Bedfordshire County Football League Division One – 13 CLB Brighton, Hove & District Football League Premier Division – 12 CLB Bristol Premier Combination Premier Division – 13 CLB Bristol and Suburban League Premier Division One – 13 CLB Cambridgeshire Football Association County League Senior A Division – 16 CLB Cheshire Football League League One – 12 CLB Cornwall Combination – 19 CLB Devon & Exeter League Premier Division – 16 CLB Doncaster and District Senior League – 17 CLB Dorset Football League Senior Division – 13 CLB Durham Alliance League – 12 CLB East Berkshire Football League Division One – 9 CLB East Cornwall League Premier Division – 14 CLB East Sussex Football League Premier Division – 10 CLB Essex Alliance Football League Premier Division – 11 CLB Essex and Suffolk Border League Division One – 16 CLB Essex Olympian League Senior Division One – 13 CLB Gloucester Northern Senior League Division One – 16 CLB Hampshire Premier League Division One – 11 CLB Hertfordshire Senior County League Division One – 17 CLB Humber Premier League Division One – 15 CLB Kent County League Division One East – 11 CLB Kent County League Division One West – 12 CLB Leicestershire Senior League Championship Division One – 16 CLB Lincolnshire League – 14 CLB Liverpool County Premier League Division One – 14 CLB Manchester League Division One – 13 CLB Mid-Sussex Football League Premier Division – 12 CLB Middlesex County Football League Division One (Central & East) – 10 CLB | Anglian Combination Division One – 15 CLB Aylesbury and District League Premier Division – 9 CLB Bedfordshire County Football League Division One – 13 CLB Brighton, Hove & District Football League Premier Division – 12 CLB Bristol Premier Combination Premier Division – 13 CLB Bristol and Suburban League Premier Division One – 13 CLB Cambridgeshire Football Association County League Senior A Division – 16 CLB Cheshire Football League League One – 12 CLB Cornwall Combination – 19 CLB Devon & Exeter League Premier Division – 16 CLB Doncaster and District Senior League – 17 CLB Dorset Football League Senior Division – 13 CLB Durham Alliance League – 12 CLB East Berkshire Football League Division One – 9 CLB East Cornwall League Premier Division – 14 CLB East Sussex Football League Premier Division – 10 CLB Essex Alliance Football League Premier Division – 11 CLB Essex and Suffolk Border League Division One – 16 CLB Essex Olympian League Senior Division One – 13 CLB Gloucester Northern Senior League Division One – 16 CLB Hampshire Premier League Division One – 11 CLB Hertfordshire Senior County League Division One – 17 CLB Humber Premier League Division One – 15 CLB Kent County League Division One East – 11 CLB Kent County League Division One West – 12 CLB Leicestershire Senior League Championship Division One – 16 CLB Lincolnshire League – 14 CLB Liverpool County Premier League Division One – 14 CLB Manchester League Division One – 13 CLB Mid-Sussex Football League Premier Division – 12 CLB Middlesex County Football League Division One (Central & East) – 10 CLB | Middlesex County Football League Division One (West) – 11 CLB Midland Football League Division Three – 16 CLB Midlands Regional Alliance Premier Division – 12 CLB North Berks Football League Division One – 12 CLB North Bucks and District League Premier Division – 13 CLB North Devon League Premier Division – 16 CLB Northamptonshire Combination League Division One – 14 CLB Northern Football Alliance Division One – 16 CLB Nottinghamshire Senior League Division One – 15 CLB Oxfordshire Senior League Division One – 8 CLB Peterborough and District Football League Division One – 16 CLB Plymouth and West Devon Combination Football League Premier Division – 12 CLB Portsmouth Saturday Football League Premier Division – 8 CLB Salisbury & District (Saturday) League Premier Division – 9 CLB Sheffield & Hallamshire County Senior Football League Division One – 14 CLB Somerset County Football League Division One East – 14 CLB Somerset County Football League Division One West – 14 CLB South Devon League Premier Division – 14 CLB Staffordshire County Senior League Division One – 16 CLB Suffolk and Ipswich League Division One – 14 CLB Surrey County Intermediate League (Western) Premier Division – 12 CLB Surrey South Eastern Combination Intermediate Division One – 12 CLB Swindon & District Football League Premier Division – 12 CLB Thames Valley Premier Football League Division One – 11 CLB Trowbridge & District Football League Division One – 12 CLB West Cheshire League Division Two – 16 CLB West Lancashire Football League Division One – 14 CLB West Midlands (Regional) League Division Two – 17 CLB West Riding County Amateur League Division One – 12 CLB West Sussex League Premier Division – 11 CLB West Yorkshire League Division One – 16 CLB Wycombe and District League Premier Division – 9 CLB York League Senior Section – 9 CLB | Middlesex County Football League Division One (West) – 11 CLB Midland Football League Division Three – 16 CLB Midlands Regional Alliance Premier Division – 12 CLB North Berks Football League Division One – 12 CLB North Bucks and District League Premier Division – 13 CLB North Devon League Premier Division – 16 CLB Northamptonshire Combination League Division One – 14 CLB Northern Football Alliance Division One – 16 CLB Nottinghamshire Senior League Division One – 15 CLB Oxfordshire Senior League Division One – 8 CLB Peterborough and District Football League Division One – 16 CLB Plymouth and West Devon Combination Football League Premier Division – 12 CLB Portsmouth Saturday Football League Premier Division – 8 CLB Salisbury & District (Saturday) League Premier Division – 9 CLB Sheffield & Hallamshire County Senior Football League Division One – 14 CLB Somerset County Football League Division One East – 14 CLB Somerset County Football League Division One West – 14 CLB South Devon League Premier Division – 14 CLB Staffordshire County Senior League Division One – 16 CLB Suffolk and Ipswich League Division One – 14 CLB Surrey County Intermediate League (Western) Premier Division – 12 CLB Surrey South Eastern Combination Intermediate Division One – 12 CLB Swindon & District Football League Premier Division – 12 CLB Thames Valley Premier Football League Division One – 11 CLB Trowbridge & District Football League Division One – 12 CLB West Cheshire League Division Two – 16 CLB West Lancashire Football League Division One – 14 CLB West Midlands (Regional) League Division Two – 17 CLB West Riding County Amateur League Division One – 12 CLB West Sussex League Premier Division – 11 CLB West Yorkshire League Division One – 16 CLB Wycombe and District League Premier Division – 9 CLB York League Senior Section – 9 CLB | Middlesex County Football League Division One (West) – 11 CLB Midland Football League Division Three – 16 CLB Midlands Regional Alliance Premier Division – 12 CLB North Berks Football League Division One – 12 CLB North Bucks and District League Premier Division – 13 CLB North Devon League Premier Division – 16 CLB Northamptonshire Combination League Division One – 14 CLB Northern Football Alliance Division One – 16 CLB Nottinghamshire Senior League Division One – 15 CLB Oxfordshire Senior League Division One – 8 CLB Peterborough and District Football League Division One – 16 CLB Plymouth and West Devon Combination Football League Premier Division – 12 CLB Portsmouth Saturday Football League Premier Division – 8 CLB Salisbury & District (Saturday) League Premier Division – 9 CLB Sheffield & Hallamshire County Senior Football League Division One – 14 CLB Somerset County Football League Division One East – 14 CLB Somerset County Football League Division One West – 14 CLB South Devon League Premier Division – 14 CLB Staffordshire County Senior League Division One – 16 CLB Suffolk and Ipswich League Division One – 14 CLB Surrey County Intermediate League (Western) Premier Division – 12 CLB Surrey South Eastern Combination Intermediate Division One – 12 CLB Swindon & District Football League Premier Division – 12 CLB Thames Valley Premier Football League Division One – 11 CLB Trowbridge & District Football League Division One – 12 CLB West Cheshire League Division Two – 16 CLB West Lancashire Football League Division One – 14 CLB West Midlands (Regional) League Division Two – 17 CLB West Riding County Amateur League Division One – 12 CLB West Sussex League Premier Division – 11 CLB West Yorkshire League Division One – 16 CLB Wycombe and District League Premier Division – 9 CLB York League Senior Section – 9 CLB |
| 13     | Aldershot & District League Senior Division – 10 CLB Altrincham and District Amateur Football League Division One – 11 CLB Andover and District Football League – 10 CLB Anglian Combination Division Two – 15 CLB Aylesbury and District League Division One – 11 CLB Banbury District and Lord Jersey FA Premier Division – 11 CLB Basingstoke and District Football League Division One – 9 CLB Bedfordshire County Football League Division Two – 12 CLB Bournemouth Saturday League Premier Division – 11 CLB Brighton, Hove & District Football League Division One East – 13 CLB Brighton, Hove & District Football League Division One West – 11 CLB Bristol Premier Combination Premier Division One – 14 CLB Bristol and Suburban League Premier Division Two – 13 CLB Cambridgeshire Football Association County League Senior B Division – 16 CLB Cheshire Football League League Two – 12 CLB Devon & Exeter Football League Division One – 13 CLB Dorset Football League Division One – 12 CLB Driffield and District League Premier Division – 9 CLB East Berkshire Football League Division Two – 10 CLB East Cornwall League Division One – 15 CLB East Riding County League Premier Division – 12 CLB East Sussex Football League Division One – 7 CLB Essex Alliance Football League Division One – 10 CLB Essex and Suffolk Border League Division Two – 15 CLB Essex Olympian Football League Senior Division Two – 12 CLB Gloucester Northern Senior League Division Two – 16 CLB Hertford and District League Premier Division – 10 CLB Kent County League Division Two East – 11 CLB Kent County League Division Two West – 14 CLB Lancashire Amateur League Premier Division – 14 CLB Leicester and District League Premier Division – 10 CLB Liverpool County Premier League Division Two – 10 CLB Mercian Regional Football League Premier Division – 14 CLB Middlesex County Football League Division Two – 11 CLB Mid-Essex League Premier Division – 11 CLB Mid-Sussex Football League Championship – 10 CLB                                    | Aldershot & District League Senior Division – 10 CLB Altrincham and District Amateur Football League Division One – 11 CLB Andover and District Football League – 10 CLB Anglian Combination Division Two – 15 CLB Aylesbury and District League Division One – 11 CLB Banbury District and Lord Jersey FA Premier Division – 11 CLB Basingstoke and District Football League Division One – 9 CLB Bedfordshire County Football League Division Two – 12 CLB Bournemouth Saturday League Premier Division – 11 CLB Brighton, Hove & District Football League Division One East – 13 CLB Brighton, Hove & District Football League Division One West – 11 CLB Bristol Premier Combination Premier Division One – 14 CLB Bristol and Suburban League Premier Division Two – 13 CLB Cambridgeshire Football Association County League Senior B Division – 16 CLB Cheshire Football League League Two – 12 CLB Devon & Exeter Football League Division One – 13 CLB Dorset Football League Division One – 12 CLB Driffield and District League Premier Division – 9 CLB East Berkshire Football League Division Two – 10 CLB East Cornwall League Division One – 15 CLB East Riding County League Premier Division – 12 CLB East Sussex Football League Division One – 7 CLB Essex Alliance Football League Division One – 10 CLB Essex and Suffolk Border League Division Two – 15 CLB Essex Olympian Football League Senior Division Two – 12 CLB Gloucester Northern Senior League Division Two – 16 CLB Hertford and District League Premier Division – 10 CLB Kent County League Division Two East – 11 CLB Kent County League Division Two West – 14 CLB Lancashire Amateur League Premier Division – 14 CLB Leicester and District League Premier Division – 10 CLB Liverpool County Premier League Division Two – 10 CLB Mercian Regional Football League Premier Division – 14 CLB Middlesex County Football League Division Two – 11 CLB Mid-Essex League Premier Division – 11 CLB Mid-Sussex Football League Championship – 10 CLB                                    | Aldershot & District League Senior Division – 10 CLB Altrincham and District Amateur Football League Division One – 11 CLB Andover and District Football League – 10 CLB Anglian Combination Division Two – 15 CLB Aylesbury and District League Division One – 11 CLB Banbury District and Lord Jersey FA Premier Division – 11 CLB Basingstoke and District Football League Division One – 9 CLB Bedfordshire County Football League Division Two – 12 CLB Bournemouth Saturday League Premier Division – 11 CLB Brighton, Hove & District Football League Division One East – 13 CLB Brighton, Hove & District Football League Division One West – 11 CLB Bristol Premier Combination Premier Division One – 14 CLB Bristol and Suburban League Premier Division Two – 13 CLB Cambridgeshire Football Association County League Senior B Division – 16 CLB Cheshire Football League League Two – 12 CLB Devon & Exeter Football League Division One – 13 CLB Dorset Football League Division One – 12 CLB Driffield and District League Premier Division – 9 CLB East Berkshire Football League Division Two – 10 CLB East Cornwall League Division One – 15 CLB East Riding County League Premier Division – 12 CLB East Sussex Football League Division One – 7 CLB Essex Alliance Football League Division One – 10 CLB Essex and Suffolk Border League Division Two – 15 CLB Essex Olympian Football League Senior Division Two – 12 CLB Gloucester Northern Senior League Division Two – 16 CLB Hertford and District League Premier Division – 10 CLB Kent County League Division Two East – 11 CLB Kent County League Division Two West – 14 CLB Lancashire Amateur League Premier Division – 14 CLB Leicester and District League Premier Division – 10 CLB Liverpool County Premier League Division Two – 10 CLB Mercian Regional Football League Premier Division – 14 CLB Middlesex County Football League Division Two – 11 CLB Mid-Essex League Premier Division – 11 CLB Mid-Sussex Football League Championship – 10 CLB                                    | Midlands Regional Alliance Division One – 12 CLB North Berks Football League Division Two – 11 CLB North Bucks and District League Intermediate Division – 13 CLB North Devon Football League Senior Division – 16 CLB North Leicestershire League Premier Division – 10 CLB Northamptonshire Combination Football League Division Two – 14 CLB Northern Football Alliance Division Two – 15 CLB Nottinghamshire Senior League Division Two – 16 CLB Oxfordshire Senior Football League Division Two – 13 CLB Peterborough and District Football League Division Two – 15 CLB Plymouth and West Devon Combination Football League Division One – 12 CLB Portsmouth Saturday Football League Division One – 8 CLB Salisbury & District (Saturday) League Division One – 6 CLB Sheffield & Hallamshire County Senior Football League Division Two – 13 CLB Somerset County Football League Division Two East – 14 CLB Somerset County Football League Division Two West – 14 CLB South Devon Football League Division One – 14 CLB Southampton Saturday Football League Premier Division – 10 CLB Southend Borough Combination Premier Division – 12 CLB Staffordshire County Senior Football League Division Two North – 12 CLB Staffordshire County Senior Football League Division Two South – 11 CLB Suffolk and Ipswich Football League Division Two – 14 CLB Surrey County Intermediate League (Western) Division One – 13 CLB Surrey South Eastern Combination Intermediate Division Two – 13 CLB Swindon & District Football League Division One – 9 CLB Thames Valley Premier Football League Division Two – 11 CLB Trelawny League Premier Division – 14 CLB Trowbridge & District Football League Division Two – 11 CLB West Cheshire Association Football League Division Three – 16 CLB West Lancashire Football League Division Two – 12 CLB West Riding County Amateur Football League Division Two – 9 CLB West Sussex Football League Division One – 11 CLB West Yorkshire Association Football League Division Two – 16 CLB Witney and District League Premier Division – 11 CLB Wycombe and District League Division One – 8 CLB York Football League Premier Division – 11 CLB                     | Midlands Regional Alliance Division One – 12 CLB North Berks Football League Division Two – 11 CLB North Bucks and District League Intermediate Division – 13 CLB North Devon Football League Senior Division – 16 CLB North Leicestershire League Premier Division – 10 CLB Northamptonshire Combination Football League Division Two – 14 CLB Northern Football Alliance Division Two – 15 CLB Nottinghamshire Senior League Division Two – 16 CLB Oxfordshire Senior Football League Division Two – 13 CLB Peterborough and District Football League Division Two – 15 CLB Plymouth and West Devon Combination Football League Division One – 12 CLB Portsmouth Saturday Football League Division One – 8 CLB Salisbury & District (Saturday) League Division One – 6 CLB Sheffield & Hallamshire County Senior Football League Division Two – 13 CLB Somerset County Football League Division Two East – 14 CLB Somerset County Football League Division Two West – 14 CLB South Devon Football League Division One – 14 CLB Southampton Saturday Football League Premier Division – 10 CLB Southend Borough Combination Premier Division – 12 CLB Staffordshire County Senior Football League Division Two North – 12 CLB Staffordshire County Senior Football League Division Two South – 11 CLB Suffolk and Ipswich Football League Division Two – 14 CLB Surrey County Intermediate League (Western) Division One – 13 CLB Surrey South Eastern Combination Intermediate Division Two – 13 CLB Swindon & District Football League Division One – 9 CLB Thames Valley Premier Football League Division Two – 11 CLB Trelawny League Premier Division – 14 CLB Trowbridge & District Football League Division Two – 11 CLB West Cheshire Association Football League Division Three – 16 CLB West Lancashire Football League Division Two – 12 CLB West Riding County Amateur Football League Division Two – 9 CLB West Sussex Football League Division One – 11 CLB West Yorkshire Association Football League Division Two – 16 CLB Witney and District League Premier Division – 11 CLB Wycombe and District League Division One – 8 CLB York Football League Premier Division – 11 CLB                     | Midlands Regional Alliance Division One – 12 CLB North Berks Football League Division Two – 11 CLB North Bucks and District League Intermediate Division – 13 CLB North Devon Football League Senior Division – 16 CLB North Leicestershire League Premier Division – 10 CLB Northamptonshire Combination Football League Division Two – 14 CLB Northern Football Alliance Division Two – 15 CLB Nottinghamshire Senior League Division Two – 16 CLB Oxfordshire Senior Football League Division Two – 13 CLB Peterborough and District Football League Division Two – 15 CLB Plymouth and West Devon Combination Football League Division One – 12 CLB Portsmouth Saturday Football League Division One – 8 CLB Salisbury & District (Saturday) League Division One – 6 CLB Sheffield & Hallamshire County Senior Football League Division Two – 13 CLB Somerset County Football League Division Two East – 14 CLB Somerset County Football League Division Two West – 14 CLB South Devon Football League Division One – 14 CLB Southampton Saturday Football League Premier Division – 10 CLB Southend Borough Combination Premier Division – 12 CLB Staffordshire County Senior Football League Division Two North – 12 CLB Staffordshire County Senior Football League Division Two South – 11 CLB Suffolk and Ipswich Football League Division Two – 14 CLB Surrey County Intermediate League (Western) Division One – 13 CLB Surrey South Eastern Combination Intermediate Division Two – 13 CLB Swindon & District Football League Division One – 9 CLB Thames Valley Premier Football League Division Two – 11 CLB Trelawny League Premier Division – 14 CLB Trowbridge & District Football League Division Two – 11 CLB West Cheshire Association Football League Division Three – 16 CLB West Lancashire Football League Division Two – 12 CLB West Riding County Amateur Football League Division Two – 9 CLB West Sussex Football League Division One – 11 CLB West Yorkshire Association Football League Division Two – 16 CLB Witney and District League Premier Division – 11 CLB Wycombe and District League Division One – 8 CLB York Football League Premier Division – 11 CLB                     |
| 14     | Aldershot & District League Division One – 10 CLB Altrincham and District Amateur Football League Division Two – 13 CLB Anglian Combination Division Three – 18 CLB Aylesbury and District League Division Two – 10 CLB Banbury District and Lord Jersey FA Division One – 11 CLB Basingstoke and District Football League Division Two – 10 CLB Bedfordshire County Football League Division Three – 12 CLB Bournemouth Saturday League Division One – 9 CLB Brighton, Hove & District Football League Division Two West – 10 CLB Bristol and District League Senior Division – 14 CLB Bristol and Suburban Association Football League Division One – 13 CLB Cambridgeshire Football Association County League Division One A – 13 CLB Cambridgeshire Football Association County League Division One B – 14 CLB Cheltenham League Division One – 13 CLB Cirencester and District League Division One – 13 CLB Craven and District League Premier Division – 12 CLB Devon & Exeter Football League Division Two – 13 CLB Dorset Football League Division Two – 12 CLB Driffield and District League Division One – 9 CLB Duchy League Premier Division – 13 CLB East Berkshire Football League Division Three – 12 CLB East Riding County League Division One – 12 CLB East Sussex Football League Division Two – 10 CLB Essex Alliance Football League Division Two – 9 CLB Essex Olympian Football League Senior Division Three – 13 CLB Furness Premier League Premier Division – 14 CLB Guildford and Woking Alliance League Premier Division – 11 CLB Halifax and District League Premier Division – 11 CLB Harrogate and District League Premier Division – 12 CLB Hertford and District League Division One – 12 CLB Huddersfield and District Association Football League Division One – 12 CLB Kent County League Division Three East – 12 CLB Kent County League Division Three West – 14 CLB Kingston and District Football League Premier Division – 11 CLB Lancashire Amateur League Division One – 14 CLB Leicester and District League Division One – 13 CLB | Aldershot & District League Division One – 10 CLB Altrincham and District Amateur Football League Division Two – 13 CLB Anglian Combination Division Three – 18 CLB Aylesbury and District League Division Two – 10 CLB Banbury District and Lord Jersey FA Division One – 11 CLB Basingstoke and District Football League Division Two – 10 CLB Bedfordshire County Football League Division Three – 12 CLB Bournemouth Saturday League Division One – 9 CLB Brighton, Hove & District Football League Division Two West – 10 CLB Bristol and District League Senior Division – 14 CLB Bristol and Suburban Association Football League Division One – 13 CLB Cambridgeshire Football Association County League Division One A – 13 CLB Cambridgeshire Football Association County League Division One B – 14 CLB Cheltenham League Division One – 13 CLB Cirencester and District League Division One – 13 CLB Craven and District League Premier Division – 12 CLB Devon & Exeter Football League Division Two – 13 CLB Dorset Football League Division Two – 12 CLB Driffield and District League Division One – 9 CLB Duchy League Premier Division – 13 CLB East Berkshire Football League Division Three – 12 CLB East Riding County League Division One – 12 CLB East Sussex Football League Division Two – 10 CLB Essex Alliance Football League Division Two – 9 CLB Essex Olympian Football League Senior Division Three – 13 CLB Furness Premier League Premier Division – 14 CLB Guildford and Woking Alliance League Premier Division – 11 CLB Halifax and District League Premier Division – 11 CLB Harrogate and District League Premier Division – 12 CLB Hertford and District League Division One – 12 CLB Huddersfield and District Association Football League Division One – 12 CLB Kent County League Division Three East – 12 CLB Kent County League Division Three West – 14 CLB Kingston and District Football League Premier Division – 11 CLB Lancashire Amateur League Division One – 14 CLB Leicester and District League Division One – 13 CLB | Aldershot & District League Division One – 10 CLB Altrincham and District Amateur Football League Division Two – 13 CLB Anglian Combination Division Three – 18 CLB Aylesbury and District League Division Two – 10 CLB Banbury District and Lord Jersey FA Division One – 11 CLB Basingstoke and District Football League Division Two – 10 CLB Bedfordshire County Football League Division Three – 12 CLB Bournemouth Saturday League Division One – 9 CLB Brighton, Hove & District Football League Division Two West – 10 CLB Bristol and District League Senior Division – 14 CLB Bristol and Suburban Association Football League Division One – 13 CLB Cambridgeshire Football Association County League Division One A – 13 CLB Cambridgeshire Football Association County League Division One B – 14 CLB Cheltenham League Division One – 13 CLB Cirencester and District League Division One – 13 CLB Craven and District League Premier Division – 12 CLB Devon & Exeter Football League Division Two – 13 CLB Dorset Football League Division Two – 12 CLB Driffield and District League Division One – 9 CLB Duchy League Premier Division – 13 CLB East Berkshire Football League Division Three – 12 CLB East Riding County League Division One – 12 CLB East Sussex Football League Division Two – 10 CLB Essex Alliance Football League Division Two – 9 CLB Essex Olympian Football League Senior Division Three – 13 CLB Furness Premier League Premier Division – 14 CLB Guildford and Woking Alliance League Premier Division – 11 CLB Halifax and District League Premier Division – 11 CLB Harrogate and District League Premier Division – 12 CLB Hertford and District League Division One – 12 CLB Huddersfield and District Association Football League Division One – 12 CLB Kent County League Division Three East – 12 CLB Kent County League Division Three West – 14 CLB Kingston and District Football League Premier Division – 11 CLB Lancashire Amateur League Division One – 14 CLB Leicester and District League Division One – 13 CLB | Liverpool County Premier League Division Three – 8 CLB Mercian Regional Football League Division One – 12 CLB Mid-Essex League Division One – 12 CLB Mid-Somerset League Premier Division – 11 CLB Mid-Sussex Football League Division One – 9 CLB Midlands Regional Alliance Division Two – 10 CLB Newcastle Corinthians League Division One – 9 CLB North Berks Football League Division Three – 11 CLB North Bucks and District League Division One – 13 CLB North Devon Football League Intermediate Division One – 14 CLB North Gloucestershire League Premier Division – 14 CLB North Leicestershire League Division One – 10 CLB North Northumberland League Division One – 10 CLB Northamptonshire Combination Football League Division Three – 14 CLB Peterborough and District Football League Division Three Perry Street and District League Premier Division – 13 CLB Plymouth and West Devon Combination Football League Division Two – 10 CLB Redhill and District Football League Premier Division – 7 CLB South Devon Football League Division Two – 14 CLB South Yorkshire Amateur League – 15 CLB Southampton Saturday Football League Senior Division One – 10 CLB Southend Borough Combination Division One – 12 CLB Spen Valley and District Football League Premier Division – 12 CLB Stroud and District League Division One – 13 CLB Suffolk and Ipswich Football League Division Three – 13 CLB Surrey South Eastern Combination Junior Division One – 11 CLB Taunton & District Saturday League Division One – 11 CLB Thames Valley Premier Football League Division Three – 11 CLB Trelawny League Division One – 14 CLB Tyneside Amateur League Division One – 13 CLB Wakefield and District League Premier Division – 11 CLB West Sussex Football League Division Two North – 12 CLB West Sussex Football League Division Two South – 11 CLB Weston-super-Mare and District Football League Division One – 11 CLB Wimbledon & District Football League Premier Division – 10 CLB Witney and District League Division One – 11 CLB Yeovil and District League Premier Division – 12 CLB York Football League Division Three – 11 CLB Yorkshire Amateur League Premier Division – 11 CLB | Liverpool County Premier League Division Three – 8 CLB Mercian Regional Football League Division One – 12 CLB Mid-Essex League Division One – 12 CLB Mid-Somerset League Premier Division – 11 CLB Mid-Sussex Football League Division One – 9 CLB Midlands Regional Alliance Division Two – 10 CLB Newcastle Corinthians League Division One – 9 CLB North Berks Football League Division Three – 11 CLB North Bucks and District League Division One – 13 CLB North Devon Football League Intermediate Division One – 14 CLB North Gloucestershire League Premier Division – 14 CLB North Leicestershire League Division One – 10 CLB North Northumberland League Division One – 10 CLB Northamptonshire Combination Football League Division Three – 14 CLB Peterborough and District Football League Division Three Perry Street and District League Premier Division – 13 CLB Plymouth and West Devon Combination Football League Division Two – 10 CLB Redhill and District Football League Premier Division – 7 CLB South Devon Football League Division Two – 14 CLB South Yorkshire Amateur League – 15 CLB Southampton Saturday Football League Senior Division One – 10 CLB Southend Borough Combination Division One – 12 CLB Spen Valley and District Football League Premier Division – 12 CLB Stroud and District League Division One – 13 CLB Suffolk and Ipswich Football League Division Three – 13 CLB Surrey South Eastern Combination Junior Division One – 11 CLB Taunton & District Saturday League Division One – 11 CLB Thames Valley Premier Football League Division Three – 11 CLB Trelawny League Division One – 14 CLB Tyneside Amateur League Division One – 13 CLB Wakefield and District League Premier Division – 11 CLB West Sussex Football League Division Two North – 12 CLB West Sussex Football League Division Two South – 11 CLB Weston-super-Mare and District Football League Division One – 11 CLB Wimbledon & District Football League Premier Division – 10 CLB Witney and District League Division One – 11 CLB Yeovil and District League Premier Division – 12 CLB York Football League Division Three – 11 CLB Yorkshire Amateur League Premier Division – 11 CLB | Liverpool County Premier League Division Three – 8 CLB Mercian Regional Football League Division One – 12 CLB Mid-Essex League Division One – 12 CLB Mid-Somerset League Premier Division – 11 CLB Mid-Sussex Football League Division One – 9 CLB Midlands Regional Alliance Division Two – 10 CLB Newcastle Corinthians League Division One – 9 CLB North Berks Football League Division Three – 11 CLB North Bucks and District League Division One – 13 CLB North Devon Football League Intermediate Division One – 14 CLB North Gloucestershire League Premier Division – 14 CLB North Leicestershire League Division One – 10 CLB North Northumberland League Division One – 10 CLB Northamptonshire Combination Football League Division Three – 14 CLB Peterborough and District Football League Division Three Perry Street and District League Premier Division – 13 CLB Plymouth and West Devon Combination Football League Division Two – 10 CLB Redhill and District Football League Premier Division – 7 CLB South Devon Football League Division Two – 14 CLB South Yorkshire Amateur League – 15 CLB Southampton Saturday Football League Senior Division One – 10 CLB Southend Borough Combination Division One – 12 CLB Spen Valley and District Football League Premier Division – 12 CLB Stroud and District League Division One – 13 CLB Suffolk and Ipswich Football League Division Three – 13 CLB Surrey South Eastern Combination Junior Division One – 11 CLB Taunton & District Saturday League Division One – 11 CLB Thames Valley Premier Football League Division Three – 11 CLB Trelawny League Division One – 14 CLB Tyneside Amateur League Division One – 13 CLB Wakefield and District League Premier Division – 11 CLB West Sussex Football League Division Two North – 12 CLB West Sussex Football League Division Two South – 11 CLB Weston-super-Mare and District Football League Division One – 11 CLB Wimbledon & District Football League Premier Division – 10 CLB Witney and District League Division One – 11 CLB Yeovil and District League Premier Division – 12 CLB York Football League Division Three – 11 CLB Yorkshire Amateur League Premier Division – 11 CLB |
| 15     | Aldershot & District League Division Two – 7 CLB Anglian Combination Division Four – 15 CLB Aylesbury and District League Division Three – 10 CLB Banbury District and Lord Jersey FA Division Two – 11 CLB Bedfordshire County Football League Division Four – 11 CLB Bournemouth Saturday League Division Two – 11 CLB Bristol and District League Division One – 14 CLB Bristol and Suburban Association Football League Division Two – 12 CLB Cambridgeshire Football Association County League Division Two A – 14 CLB Cambridgeshire Football Association County League Division Two B – 14 CLB Cheltenham League Division Two – 13 CLB Cirencester and District League Division Two – 15 CLB Colchester and East Essex Football League Premier Division – 9 CLB Craven and District League Division One – 12 CLB Devon & Exeter Football League Division Three – 14 CLB Dorset Football League Division Three – 12 CLB Duchy League Division One – 12 CLB East Berkshire Football League Division Four – 10 CLB East Riding County League Division Two – 12 CLB East Sussex Football League Division Three – 11 CLB Essex Olympian Football League Senior Division Four – 14 CLB Furness Premier League Division One – 10 CLB Guildford and Woking Alliance League Division One – 11 CLB Halifax and District League Division One – 13 CLB Harrogate and District League Division One – 13 CLB Hertford and District League Division Two – 11 CLB Huddersfield and District Association Football League Division Two – 12 CLB Isle of Wight Saturday League Division One – 11 CLB Kingston and District Football League Division One – 10 CLB Lancashire Amateur League Division Two – 14 CLB Leicester and District League Division Two – 12 CLB Mercian Regional Football League Division Two – 12 CLB Mid-Essex League Division Two – 13 CLB | Aldershot & District League Division Two – 7 CLB Anglian Combination Division Four – 15 CLB Aylesbury and District League Division Three – 10 CLB Banbury District and Lord Jersey FA Division Two – 11 CLB Bedfordshire County Football League Division Four – 11 CLB Bournemouth Saturday League Division Two – 11 CLB Bristol and District League Division One – 14 CLB Bristol and Suburban Association Football League Division Two – 12 CLB Cambridgeshire Football Association County League Division Two A – 14 CLB Cambridgeshire Football Association County League Division Two B – 14 CLB Cheltenham League Division Two – 13 CLB Cirencester and District League Division Two – 15 CLB Colchester and East Essex Football League Premier Division – 9 CLB Craven and District League Division One – 12 CLB Devon & Exeter Football League Division Three – 14 CLB Dorset Football League Division Three – 12 CLB Duchy League Division One – 12 CLB East Berkshire Football League Division Four – 10 CLB East Riding County League Division Two – 12 CLB East Sussex Football League Division Three – 11 CLB Essex Olympian Football League Senior Division Four – 14 CLB Furness Premier League Division One – 10 CLB Guildford and Woking Alliance League Division One – 11 CLB Halifax and District League Division One – 13 CLB Harrogate and District League Division One – 13 CLB Hertford and District League Division Two – 11 CLB Huddersfield and District Association Football League Division Two – 12 CLB Isle of Wight Saturday League Division One – 11 CLB Kingston and District Football League Division One – 10 CLB Lancashire Amateur League Division Two – 14 CLB Leicester and District League Division Two – 12 CLB Mercian Regional Football League Division Two – 12 CLB Mid-Essex League Division Two – 13 CLB | Aldershot & District League Division Two – 7 CLB Anglian Combination Division Four – 15 CLB Aylesbury and District League Division Three – 10 CLB Banbury District and Lord Jersey FA Division Two – 11 CLB Bedfordshire County Football League Division Four – 11 CLB Bournemouth Saturday League Division Two – 11 CLB Bristol and District League Division One – 14 CLB Bristol and Suburban Association Football League Division Two – 12 CLB Cambridgeshire Football Association County League Division Two A – 14 CLB Cambridgeshire Football Association County League Division Two B – 14 CLB Cheltenham League Division Two – 13 CLB Cirencester and District League Division Two – 15 CLB Colchester and East Essex Football League Premier Division – 9 CLB Craven and District League Division One – 12 CLB Devon & Exeter Football League Division Three – 14 CLB Dorset Football League Division Three – 12 CLB Duchy League Division One – 12 CLB East Berkshire Football League Division Four – 10 CLB East Riding County League Division Two – 12 CLB East Sussex Football League Division Three – 11 CLB Essex Olympian Football League Senior Division Four – 14 CLB Furness Premier League Division One – 10 CLB Guildford and Woking Alliance League Division One – 11 CLB Halifax and District League Division One – 13 CLB Harrogate and District League Division One – 13 CLB Hertford and District League Division Two – 11 CLB Huddersfield and District Association Football League Division Two – 12 CLB Isle of Wight Saturday League Division One – 11 CLB Kingston and District Football League Division One – 10 CLB Lancashire Amateur League Division Two – 14 CLB Leicester and District League Division Two – 12 CLB Mercian Regional Football League Division Two – 12 CLB Mid-Essex League Division Two – 13 CLB | Mid-Somerset Football League Division One – 11 CLB Mid-Sussex Football League Division Two – 10 CLB Newcastle Corinthians League Division Two – 10 CLB North Berks Football League Division Four – 12 CLB North Bucks and District League Division Two – 12 CLB North Devon Football League Intermediate Division Two – 12 CLB North Gloucestershire League Division One – 13 CLB North Leicestershire League Division Two – 10 CLB North Northumberland League Division Two – 11 CLB Northampton Town Football League – 7 CLB Northamptonshire Combination Football League Division Four – 14 CLB Perry Street and District League Division One – 13 CLB Peterborough and District Football League Division Four – 15 CLB Plymouth and West Devon Combination Football League Division Three Redhill and District Football League Division One – 10 CLB South Devon Football League Division Three – 14 CLB Southampton Saturday Football League Junior Division One – 11 CLB Southend Borough Combination Division Two – 11 CLB Spen Valley and District Football League Division One – 9 CLB Stroud and District League Division Two – 13 CLB Suffolk and Ipswich Football League Division Four – 13 CLB Surrey South Eastern Combination Junior Division Two – 12 CLB Taunton & District Saturday League Division Two – 11 CLB Thames Valley Premier Football League Division Four – 10 CLB Trelawny League Division Two – 14 CLB Wakefield and District League Division One – 11 CLB West Sussex Football League Division Three North – 11 CLB West Sussex Football League Division Three South – 10 CLB Weston-super-Mare and District Football League Division Two – 11 CLB Wimbledon & District Football League Division One – 10 CLB Witney and District League Division Two – 12 CLB Yeovil and District League Division One – 12 CLB York Football League Division Four – 12 CLB Yorkshire Amateur League Championship Division – 12 CLB | Mid-Somerset Football League Division One – 11 CLB Mid-Sussex Football League Division Two – 10 CLB Newcastle Corinthians League Division Two – 10 CLB North Berks Football League Division Four – 12 CLB North Bucks and District League Division Two – 12 CLB North Devon Football League Intermediate Division Two – 12 CLB North Gloucestershire League Division One – 13 CLB North Leicestershire League Division Two – 10 CLB North Northumberland League Division Two – 11 CLB Northampton Town Football League – 7 CLB Northamptonshire Combination Football League Division Four – 14 CLB Perry Street and District League Division One – 13 CLB Peterborough and District Football League Division Four – 15 CLB Plymouth and West Devon Combination Football League Division Three Redhill and District Football League Division One – 10 CLB South Devon Football League Division Three – 14 CLB Southampton Saturday Football League Junior Division One – 11 CLB Southend Borough Combination Division Two – 11 CLB Spen Valley and District Football League Division One – 9 CLB Stroud and District League Division Two – 13 CLB Suffolk and Ipswich Football League Division Four – 13 CLB Surrey South Eastern Combination Junior Division Two – 12 CLB Taunton & District Saturday League Division Two – 11 CLB Thames Valley Premier Football League Division Four – 10 CLB Trelawny League Division Two – 14 CLB Wakefield and District League Division One – 11 CLB West Sussex Football League Division Three North – 11 CLB West Sussex Football League Division Three South – 10 CLB Weston-super-Mare and District Football League Division Two – 11 CLB Wimbledon & District Football League Division One – 10 CLB Witney and District League Division Two – 12 CLB Yeovil and District League Division One – 12 CLB York Football League Division Four – 12 CLB Yorkshire Amateur League Championship Division – 12 CLB | Mid-Somerset Football League Division One – 11 CLB Mid-Sussex Football League Division Two – 10 CLB Newcastle Corinthians League Division Two – 10 CLB North Berks Football League Division Four – 12 CLB North Bucks and District League Division Two – 12 CLB North Devon Football League Intermediate Division Two – 12 CLB North Gloucestershire League Division One – 13 CLB North Leicestershire League Division Two – 10 CLB North Northumberland League Division Two – 11 CLB Northampton Town Football League – 7 CLB Northamptonshire Combination Football League Division Four – 14 CLB Perry Street and District League Division One – 13 CLB Peterborough and District Football League Division Four – 15 CLB Plymouth and West Devon Combination Football League Division Three Redhill and District Football League Division One – 10 CLB South Devon Football League Division Three – 14 CLB Southampton Saturday Football League Junior Division One – 11 CLB Southend Borough Combination Division Two – 11 CLB Spen Valley and District Football League Division One – 9 CLB Stroud and District League Division Two – 13 CLB Suffolk and Ipswich Football League Division Four – 13 CLB Surrey South Eastern Combination Junior Division Two – 12 CLB Taunton & District Saturday League Division Two – 11 CLB Thames Valley Premier Football League Division Four – 10 CLB Trelawny League Division Two – 14 CLB Wakefield and District League Division One – 11 CLB West Sussex Football League Division Three North – 11 CLB West Sussex Football League Division Three South – 10 CLB Weston-super-Mare and District Football League Division Two – 11 CLB Wimbledon & District Football League Division One – 10 CLB Witney and District League Division Two – 12 CLB Yeovil and District League Division One – 12 CLB York Football League Division Four – 12 CLB Yorkshire Amateur League Championship Division – 12 CLB |
| 16     | Anglian Combination Division Five North – 15 CLB Anglian Combination Division Five South – 16 CLB Banbury District and Lord Jersey FA Division Three – 12 CLB Bournemouth Saturday League Division Three – 11 CLB Bristol and District League Division Two – 15 CLB Bristol and Suburban Association Football League Division Three – 11 CLB Cambridgeshire Football Association County League Division Three A – 14 CLB Cambridgeshire Football Association County League Division Three B – 14 CLB Cheltenham League Division Three – 13 CLB Colchester and East Essex Football League Division One – 13 CLB Craven and District League Division Two – 14 CLB Devon & Exeter Football League Division Four – 13 CLB Dorset Football League Division Four – 11 CLB Duchy League Division Two – 12 CLB East Riding County League Division Three – 12 CLB East Sussex Football League Division Four – 11 CLB Essex Olympian Football League Senior Division Five – 13 CLB Furness Premier League Division Two – 11 CLB Guildford and Woking Alliance League Division Two – 13 CLB Halifax and District League Division Two – 12 CLB Harrogate and District League Division Two – 13 CLB Hertford and District League Division Three – 13 CLB Huddersfield and District Association Football League Division Three – 12 CLB Isle of Wight Saturday League Division Two – 11 CLB Kingston and District Football League Division Two – 12 CLB Lancashire Amateur League Division Three – 14 CLB | Anglian Combination Division Five North – 15 CLB Anglian Combination Division Five South – 16 CLB Banbury District and Lord Jersey FA Division Three – 12 CLB Bournemouth Saturday League Division Three – 11 CLB Bristol and District League Division Two – 15 CLB Bristol and Suburban Association Football League Division Three – 11 CLB Cambridgeshire Football Association County League Division Three A – 14 CLB Cambridgeshire Football Association County League Division Three B – 14 CLB Cheltenham League Division Three – 13 CLB Colchester and East Essex Football League Division One – 13 CLB Craven and District League Division Two – 14 CLB Devon & Exeter Football League Division Four – 13 CLB Dorset Football League Division Four – 11 CLB Duchy League Division Two – 12 CLB East Riding County League Division Three – 12 CLB East Sussex Football League Division Four – 11 CLB Essex Olympian Football League Senior Division Five – 13 CLB Furness Premier League Division Two – 11 CLB Guildford and Woking Alliance League Division Two – 13 CLB Halifax and District League Division Two – 12 CLB Harrogate and District League Division Two – 13 CLB Hertford and District League Division Three – 13 CLB Huddersfield and District Association Football League Division Three – 12 CLB Isle of Wight Saturday League Division Two – 11 CLB Kingston and District Football League Division Two – 12 CLB Lancashire Amateur League Division Three – 14 CLB | Anglian Combination Division Five North – 15 CLB Anglian Combination Division Five South – 16 CLB Banbury District and Lord Jersey FA Division Three – 12 CLB Bournemouth Saturday League Division Three – 11 CLB Bristol and District League Division Two – 15 CLB Bristol and Suburban Association Football League Division Three – 11 CLB Cambridgeshire Football Association County League Division Three A – 14 CLB Cambridgeshire Football Association County League Division Three B – 14 CLB Cheltenham League Division Three – 13 CLB Colchester and East Essex Football League Division One – 13 CLB Craven and District League Division Two – 14 CLB Devon & Exeter Football League Division Four – 13 CLB Dorset Football League Division Four – 11 CLB Duchy League Division Two – 12 CLB East Riding County League Division Three – 12 CLB East Sussex Football League Division Four – 11 CLB Essex Olympian Football League Senior Division Five – 13 CLB Furness Premier League Division Two – 11 CLB Guildford and Woking Alliance League Division Two – 13 CLB Halifax and District League Division Two – 12 CLB Harrogate and District League Division Two – 13 CLB Hertford and District League Division Three – 13 CLB Huddersfield and District Association Football League Division Three – 12 CLB Isle of Wight Saturday League Division Two – 11 CLB Kingston and District Football League Division Two – 12 CLB Lancashire Amateur League Division Three – 14 CLB | Leicester and District League Division Three – 11 CLB Mid-Essex League Division Three – 13 CLB Mid-Somerset League Division Two – 13 CLB Mid-Sussex Football League Division Three – 9 CLB North Berks Football League Division Five – 13 CLB North Gloucestershire League Division Two – 13 CLB North Leicestershire League Division Three – 12 CLB Northamptonshire Combination Football League Division Five – 14 CLB Perry Street and District League Division Two – 13 CLB Peterborough and District Football League Division Five – 13 CLB Redhill and District Football League Division Two – 7 CLB South Devon Football League Division Four – 14 CLB Southampton Saturday Football League Junior Division Two – 11 CLB Southend Borough Combination Division Three – 11 CLB Stroud and District League Division Three – 13 CLB Suffolk and Ipswich Football League Division Five – 12 CLB Surrey South Eastern Combination Junior Division Three – 11 CLB Taunton & District Saturday League Division Three – 9 CLB Thames Valley Premier Football League Division Five – 9 CLB Trelawny League Division Three – 14 CLB Wakefield and District League Division Two – 11 CLB West Sussex Football League Division Four North – 11 CLB West Sussex Football League Division Four South – 10 CLB Weston-super-Mare and District Football League Division Three – 12 CLB Wimbledon & District Football League Division Two – 10 CLB Witney and District League Division Three – 12 CLB Yeovil and District League Division Two – 10 CLB Yorkshire Amateur League Division One – 13 CLB | Leicester and District League Division Three – 11 CLB Mid-Essex League Division Three – 13 CLB Mid-Somerset League Division Two – 13 CLB Mid-Sussex Football League Division Three – 9 CLB North Berks Football League Division Five – 13 CLB North Gloucestershire League Division Two – 13 CLB North Leicestershire League Division Three – 12 CLB Northamptonshire Combination Football League Division Five – 14 CLB Perry Street and District League Division Two – 13 CLB Peterborough and District Football League Division Five – 13 CLB Redhill and District Football League Division Two – 7 CLB South Devon Football League Division Four – 14 CLB Southampton Saturday Football League Junior Division Two – 11 CLB Southend Borough Combination Division Three – 11 CLB Stroud and District League Division Three – 13 CLB Suffolk and Ipswich Football League Division Five – 12 CLB Surrey South Eastern Combination Junior Division Three – 11 CLB Taunton & District Saturday League Division Three – 9 CLB Thames Valley Premier Football League Division Five – 9 CLB Trelawny League Division Three – 14 CLB Wakefield and District League Division Two – 11 CLB West Sussex Football League Division Four North – 11 CLB West Sussex Football League Division Four South – 10 CLB Weston-super-Mare and District Football League Division Three – 12 CLB Wimbledon & District Football League Division Two – 10 CLB Witney and District League Division Three – 12 CLB Yeovil and District League Division Two – 10 CLB Yorkshire Amateur League Division One – 13 CLB | Leicester and District League Division Three – 11 CLB Mid-Essex League Division Three – 13 CLB Mid-Somerset League Division Two – 13 CLB Mid-Sussex Football League Division Three – 9 CLB North Berks Football League Division Five – 13 CLB North Gloucestershire League Division Two – 13 CLB North Leicestershire League Division Three – 12 CLB Northamptonshire Combination Football League Division Five – 14 CLB Perry Street and District League Division Two – 13 CLB Peterborough and District Football League Division Five – 13 CLB Redhill and District Football League Division Two – 7 CLB South Devon Football League Division Four – 14 CLB Southampton Saturday Football League Junior Division Two – 11 CLB Southend Borough Combination Division Three – 11 CLB Stroud and District League Division Three – 13 CLB Suffolk and Ipswich Football League Division Five – 12 CLB Surrey South Eastern Combination Junior Division Three – 11 CLB Taunton & District Saturday League Division Three – 9 CLB Thames Valley Premier Football League Division Five – 9 CLB Trelawny League Division Three – 14 CLB Wakefield and District League Division Two – 11 CLB West Sussex Football League Division Four North – 11 CLB West Sussex Football League Division Four South – 10 CLB Weston-super-Mare and District Football League Division Three – 12 CLB Wimbledon & District Football League Division Two – 10 CLB Witney and District League Division Three – 12 CLB Yeovil and District League Division Two – 10 CLB Yorkshire Amateur League Division One – 13 CLB |
| 17     | Bournemouth Saturday League Division Four – 12 CLB Bristol and District League Division Three – 15 CLB Bristol and Suburban Association Football League Division Four – 13 CLB Cambridgeshire Football Association County League Division Four A – 12 CLB Cambridgeshire Football Association County League Division Four B – 14 CLB Cheltenham League Division Four – 13 CLB Colchester and East Essex Football League Division Two – 13 CLB Craven and District League Division Three – 13 CLB Devon & Exeter Football League Division Five – 13 CLB Dorset Football League Division Five – 10 CLB Duchy League Division Three – 13 CLB East Riding County League Division Four – 12 CLB East Sussex Football League Division Five – 9 CLB Guildford and Woking Alliance League Division Three – 11 CLB Huddersfield and District Association Football League Division Four – 14 CLB Isle of Wight Saturday League Division Three – 15 CLB Kingston and District Football League Division Three – 11 CLB Lancashire Amateur League Division Four – 13 CLB Mid-Essex League Division Four – 14 CLB Mid-Somerset League Division Three – 14 CLB | Bournemouth Saturday League Division Four – 12 CLB Bristol and District League Division Three – 15 CLB Bristol and Suburban Association Football League Division Four – 13 CLB Cambridgeshire Football Association County League Division Four A – 12 CLB Cambridgeshire Football Association County League Division Four B – 14 CLB Cheltenham League Division Four – 13 CLB Colchester and East Essex Football League Division Two – 13 CLB Craven and District League Division Three – 13 CLB Devon & Exeter Football League Division Five – 13 CLB Dorset Football League Division Five – 10 CLB Duchy League Division Three – 13 CLB East Riding County League Division Four – 12 CLB East Sussex Football League Division Five – 9 CLB Guildford and Woking Alliance League Division Three – 11 CLB Huddersfield and District Association Football League Division Four – 14 CLB Isle of Wight Saturday League Division Three – 15 CLB Kingston and District Football League Division Three – 11 CLB Lancashire Amateur League Division Four – 13 CLB Mid-Essex League Division Four – 14 CLB Mid-Somerset League Division Three – 14 CLB | Bournemouth Saturday League Division Four – 12 CLB Bristol and District League Division Three – 15 CLB Bristol and Suburban Association Football League Division Four – 13 CLB Cambridgeshire Football Association County League Division Four A – 12 CLB Cambridgeshire Football Association County League Division Four B – 14 CLB Cheltenham League Division Four – 13 CLB Colchester and East Essex Football League Division Two – 13 CLB Craven and District League Division Three – 13 CLB Devon & Exeter Football League Division Five – 13 CLB Dorset Football League Division Five – 10 CLB Duchy League Division Three – 13 CLB East Riding County League Division Four – 12 CLB East Sussex Football League Division Five – 9 CLB Guildford and Woking Alliance League Division Three – 11 CLB Huddersfield and District Association Football League Division Four – 14 CLB Isle of Wight Saturday League Division Three – 15 CLB Kingston and District Football League Division Three – 11 CLB Lancashire Amateur League Division Four – 13 CLB Mid-Essex League Division Four – 14 CLB Mid-Somerset League Division Three – 14 CLB | Mid-Sussex Football League Division Four – 9 CLB North Gloucestershire League Division Three – 13 CLB Perry Street and District League Division Three – 13 CLB Redhill and District Football League Division Three – 10 CLB South Devon Football League Division Five – 13 CLB Southampton Saturday Football League Junior Division Three – 10 CLB Stroud and District League Division Four – 13 CLB Suffolk and Ipswich Football League Division Six – 13 CLB Surrey South Eastern Combination Junior Division Four – 12 CLB Taunton & District Saturday League Division Four – 10 CLB Trelawny League Division Four – 14 CLB Wakefield and District League Division Three – 11 CLB West Sussex Football League Division Five North – 10 CLB West Sussex Football League Division Five South – 10 CLB Weston-super-Mare and District Football League Division Four – 11 CLB Wimbledon & District Football League Division Three – 10 CLB Witney and District League Division Four – 12 CLB Yeovil and District League Division Three – 12 CLB Yorkshire Amateur League Division Two – 12 CLB | Mid-Sussex Football League Division Four – 9 CLB North Gloucestershire League Division Three – 13 CLB Perry Street and District League Division Three – 13 CLB Redhill and District Football League Division Three – 10 CLB South Devon Football League Division Five – 13 CLB Southampton Saturday Football League Junior Division Three – 10 CLB Stroud and District League Division Four – 13 CLB Suffolk and Ipswich Football League Division Six – 13 CLB Surrey South Eastern Combination Junior Division Four – 12 CLB Taunton & District Saturday League Division Four – 10 CLB Trelawny League Division Four – 14 CLB Wakefield and District League Division Three – 11 CLB West Sussex Football League Division Five North – 10 CLB West Sussex Football League Division Five South – 10 CLB Weston-super-Mare and District Football League Division Four – 11 CLB Wimbledon & District Football League Division Three – 10 CLB Witney and District League Division Four – 12 CLB Yeovil and District League Division Three – 12 CLB Yorkshire Amateur League Division Two – 12 CLB | Mid-Sussex Football League Division Four – 9 CLB North Gloucestershire League Division Three – 13 CLB Perry Street and District League Division Three – 13 CLB Redhill and District Football League Division Three – 10 CLB South Devon Football League Division Five – 13 CLB Southampton Saturday Football League Junior Division Three – 10 CLB Stroud and District League Division Four – 13 CLB Suffolk and Ipswich Football League Division Six – 13 CLB Surrey South Eastern Combination Junior Division Four – 12 CLB Taunton & District Saturday League Division Four – 10 CLB Trelawny League Division Four – 14 CLB Wakefield and District League Division Three – 11 CLB West Sussex Football League Division Five North – 10 CLB West Sussex Football League Division Five South – 10 CLB Weston-super-Mare and District Football League Division Four – 11 CLB Wimbledon & District Football League Division Three – 10 CLB Witney and District League Division Four – 12 CLB Yeovil and District League Division Three – 12 CLB Yorkshire Amateur League Division Two – 12 CLB |
| 18     | Bristol and District League Division Four – 15 CLB Bristol and Suburban Association Football League Division Five – 11 CLB Cambridgeshire Football Association County League Division Five A – 13 CLB Cambridgeshire Football Association County League Division Five B – 12 CLB Central and South Norfolk League Division One – 12 CLB Cheltenham League Division Five – 13 CLB Devon & Exeter Football League Division Six – 14 CLB Duchy League Division Four – 12 CLB East Riding County League Division Five – 12 CLB Guildford and Woking Alliance League Division Four – 14 CLB | Bristol and District League Division Four – 15 CLB Bristol and Suburban Association Football League Division Five – 11 CLB Cambridgeshire Football Association County League Division Five A – 13 CLB Cambridgeshire Football Association County League Division Five B – 12 CLB Central and South Norfolk League Division One – 12 CLB Cheltenham League Division Five – 13 CLB Devon & Exeter Football League Division Six – 14 CLB Duchy League Division Four – 12 CLB East Riding County League Division Five – 12 CLB Guildford and Woking Alliance League Division Four – 14 CLB | Bristol and District League Division Four – 15 CLB Bristol and Suburban Association Football League Division Five – 11 CLB Cambridgeshire Football Association County League Division Five A – 13 CLB Cambridgeshire Football Association County League Division Five B – 12 CLB Central and South Norfolk League Division One – 12 CLB Cheltenham League Division Five – 13 CLB Devon & Exeter Football League Division Six – 14 CLB Duchy League Division Four – 12 CLB East Riding County League Division Five – 12 CLB Guildford and Woking Alliance League Division Four – 14 CLB | Lancashire Amateur League Division Five – 12 CLB Mid-Essex League Division Five – 14 CLB Mid-Sussex Football League Division Five – 10 CLB North Gloucestershire League Division Four – 13 CLB Redhill and District Football League Division Four – 10 CLB Southampton Saturday Football League Junior Division Four – 9 CLB St. Edmundsbury Football League Division One – 7 CLB Stroud and District League Division Five – 14 CLB Taunton & District Saturday League Division Five – 10 CLB Trelawny League Division Five – 14 CLB Weston-super-Mare and District Football League Division Five – 11 CLB Yorkshire Amateur League Division Three – 12 CLB | Lancashire Amateur League Division Five – 12 CLB Mid-Essex League Division Five – 14 CLB Mid-Sussex Football League Division Five – 10 CLB North Gloucestershire League Division Four – 13 CLB Redhill and District Football League Division Four – 10 CLB Southampton Saturday Football League Junior Division Four – 9 CLB St. Edmundsbury Football League Division One – 7 CLB Stroud and District League Division Five – 14 CLB Taunton & District Saturday League Division Five – 10 CLB Trelawny League Division Five – 14 CLB Weston-super-Mare and District Football League Division Five – 11 CLB Yorkshire Amateur League Division Three – 12 CLB | Lancashire Amateur League Division Five – 12 CLB Mid-Essex League Division Five – 14 CLB Mid-Sussex Football League Division Five – 10 CLB North Gloucestershire League Division Four – 13 CLB Redhill and District Football League Division Four – 10 CLB Southampton Saturday Football League Junior Division Four – 9 CLB St. Edmundsbury Football League Division One – 7 CLB Stroud and District League Division Five – 14 CLB Taunton & District Saturday League Division Five – 10 CLB Trelawny League Division Five – 14 CLB Weston-super-Mare and District Football League Division Five – 11 CLB Yorkshire Amateur League Division Three – 12 CLB |
| 19     | Bristol and District League Division Five – 15 CLB Central and South Norfolk League Division Two – 11 CLB Devon & Exeter Football League Division Seven – 12 CLB Duchy League Division Five – 12 CLB East Riding County League Division Six – 11 CLB Guildford and Woking Alliance League Division Five – 12 CLB | Bristol and District League Division Five – 15 CLB Central and South Norfolk League Division Two – 11 CLB Devon & Exeter Football League Division Seven – 12 CLB Duchy League Division Five – 12 CLB East Riding County League Division Six – 11 CLB Guildford and Woking Alliance League Division Five – 12 CLB | Bristol and District League Division Five – 15 CLB Central and South Norfolk League Division Two – 11 CLB Devon & Exeter Football League Division Seven – 12 CLB Duchy League Division Five – 12 CLB East Riding County League Division Six – 11 CLB Guildford and Woking Alliance League Division Five – 12 CLB | Lancashire Amateur League Division Six – 12 CLB Mid-Sussex Football League Division Six – 11 CLB St. Edmundsbury Football League Division Two – 7 CLB Stroud and District League Division Six – 12 CLB Yorkshire Amateur League Division Four – 12 CLB (Ghi chú: Không có giải đấu nào có hạng đấu cao nhất ở cấp độ 19) | Lancashire Amateur League Division Six – 12 CLB Mid-Sussex Football League Division Six – 11 CLB St. Edmundsbury Football League Division Two – 7 CLB Stroud and District League Division Six – 12 CLB Yorkshire Amateur League Division Four – 12 CLB (Ghi chú: Không có giải đấu nào có hạng đấu cao nhất ở cấp độ 19) | Lancashire Amateur League Division Six – 12 CLB Mid-Sussex Football League Division Six – 11 CLB St. Edmundsbury Football League Division Two – 7 CLB Stroud and District League Division Six – 12 CLB Yorkshire Amateur League Division Four – 12 CLB (Ghi chú: Không có giải đấu nào có hạng đấu cao nhất ở cấp độ 19) |
| 20     | Central and South Norfolk League Division Three – 12 CLB Devon & Exeter Football League Division Eight – 12 CLB Mid-Sussex Football League Division Seven – 10 CLB | Central and South Norfolk League Division Three – 12 CLB Devon & Exeter Football League Division Eight – 12 CLB Mid-Sussex Football League Division Seven – 10 CLB | Central and South Norfolk League Division Three – 12 CLB Devon & Exeter Football League Division Eight – 12 CLB Mid-Sussex Football League Division Seven – 10 CLB | St. Edmundsbury Football League Division Three – 7 CLB Stroud and District League Division Seven – 14 CLB Yorkshire Amateur League Division Five – 10 CLB (Ghi chú: Không có giải đấu nào có hạng đấu cao nhất ở cấp độ 20) | St. Edmundsbury Football League Division Three – 7 CLB Stroud and District League Division Seven – 14 CLB Yorkshire Amateur League Division Five – 10 CLB (Ghi chú: Không có giải đấu nào có hạng đấu cao nhất ở cấp độ 20) | St. Edmundsbury Football League Division Three – 7 CLB Stroud and District League Division Seven – 14 CLB Yorkshire Amateur League Division Five – 10 CLB (Ghi chú: Không có giải đấu nào có hạng đấu cao nhất ở cấp độ 20) |
| 21     | Bristol and Avon League – 13 CLB Central and South Norfolk League Division Four – 9 CLB Devon and Exeter Football League Division Nine – 12 CLB Mid-Sussex Football League Division Eight – 9 CLB Yorkshire Amateur League Division Six – 11 CLB (Ghi chú: Đây là cấp độ thấp nhất tồn tại giải đấu chứa hạng đấu cao nhất) | Bristol and Avon League – 13 CLB Central and South Norfolk League Division Four – 9 CLB Devon and Exeter Football League Division Nine – 12 CLB Mid-Sussex Football League Division Eight – 9 CLB Yorkshire Amateur League Division Six – 11 CLB (Ghi chú: Đây là cấp độ thấp nhất tồn tại giải đấu chứa hạng đấu cao nhất) | Bristol and Avon League – 13 CLB Central and South Norfolk League Division Four – 9 CLB Devon and Exeter Football League Division Nine – 12 CLB Mid-Sussex Football League Division Eight – 9 CLB Yorkshire Amateur League Division Six – 11 CLB (Ghi chú: Đây là cấp độ thấp nhất tồn tại giải đấu chứa hạng đấu cao nhất) | Bristol and Avon League – 13 CLB Central and South Norfolk League Division Four – 9 CLB Devon and Exeter Football League Division Nine – 12 CLB Mid-Sussex Football League Division Eight – 9 CLB Yorkshire Amateur League Division Six – 11 CLB (Ghi chú: Đây là cấp độ thấp nhất tồn tại giải đấu chứa hạng đấu cao nhất) | Bristol and Avon League – 13 CLB Central and South Norfolk League Division Four – 9 CLB Devon and Exeter Football League Division Nine – 12 CLB Mid-Sussex Football League Division Eight – 9 CLB Yorkshire Amateur League Division Six – 11 CLB (Ghi chú: Đây là cấp độ thấp nhất tồn tại giải đấu chứa hạng đấu cao nhất) | Bristol and Avon League – 13 CLB Central and South Norfolk League Division Four – 9 CLB Devon and Exeter Football League Division Nine – 12 CLB Mid-Sussex Football League Division Eight – 9 CLB Yorkshire Amateur League Division Six – 11 CLB (Ghi chú: Đây là cấp độ thấp nhất tồn tại giải đấu chứa hạng đấu cao nhất) |
| 22     | Mid-Sussex Football League Division Nine – 10 CLB | Mid-Sussex Football League Division Nine – 10 CLB | Mid-Sussex Football League Division Nine – 10 CLB | Mid-Sussex Football League Division Nine – 10 CLB | Mid-Sussex Football League Division Nine – 10 CLB | Mid-Sussex Football League Division Nine – 10 CLB |
| 23     | Mid-Sussex Football League Division Ten – 10 CLB | Mid-Sussex Football League Division Ten – 10 CLB | Mid-Sussex Football League Division Ten – 10 CLB | Mid-Sussex Football League Division Ten – 10 CLB | Mid-Sussex Football League Division Ten – 10 CLB | Mid-Sussex Football League Division Ten – 10 CLB |
| 24     | Mid-Sussex Football League Division Eleven – 10 CLB | Mid-Sussex Football League Division Eleven – 10 CLB | Mid-Sussex Football League Division Eleven – 10 CLB | Mid-Sussex Football League Division Eleven – 10 CLB | Mid-Sussex Football League Division Eleven – 10 CLB | Mid-Sussex Football League Division Eleven – 10 CLB |